# Lista de alimentos defumados

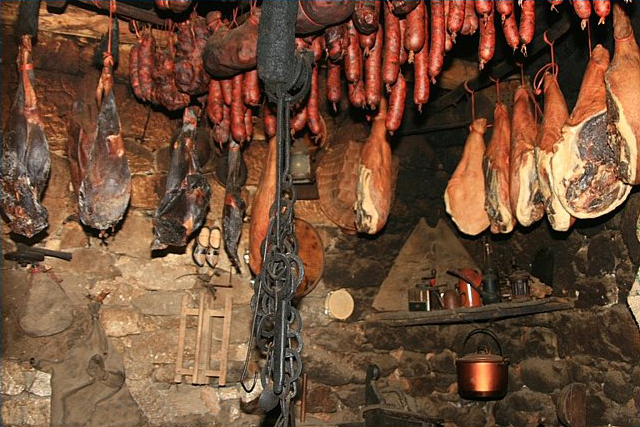
Carnes defumadas

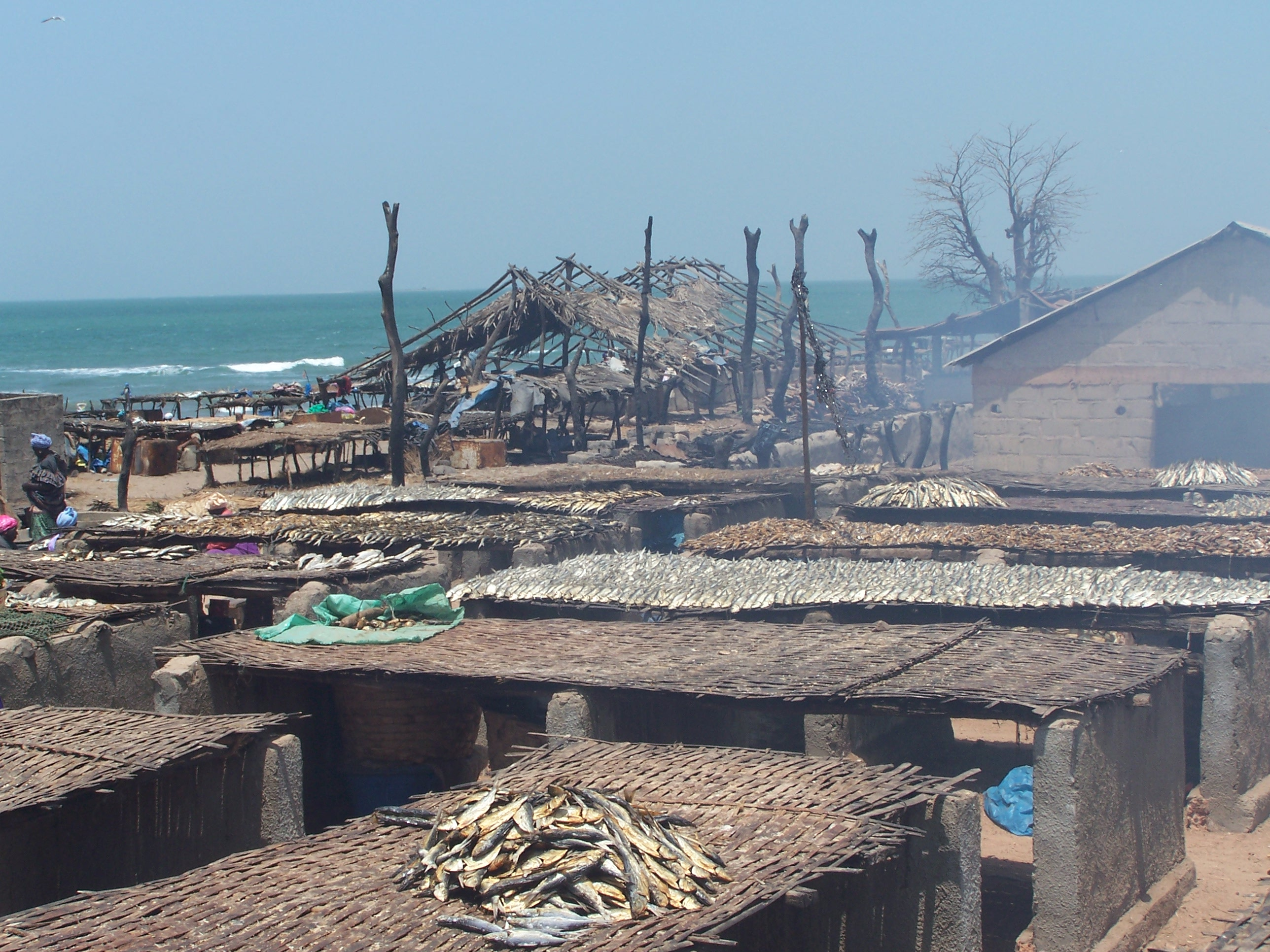
Peixes sendo defumados em Tanji, Gâmbia

Esta é uma lista de alimentos defumados. A defumação é o processo de aromatizar, cozinhar ou conservar alimentos, expondo-os à fumaça da queima ou combustão lenta de materiais, geralmente madeira. Os alimentos foram defumados pelos seres humanos ao longo da história. Carnes e peixes são os alimentos defumados mais comuns, embora queijos, legumes e ingredientes usados para fazer bebidas como uísque, cerveja defumada e chá lapsang souchong também sejam defumados. As bebidas defumadas também estão incluídas nessa lista.

## Alimentos defumados

### Bebidas
- Lapsang souchong um tipo de chá.

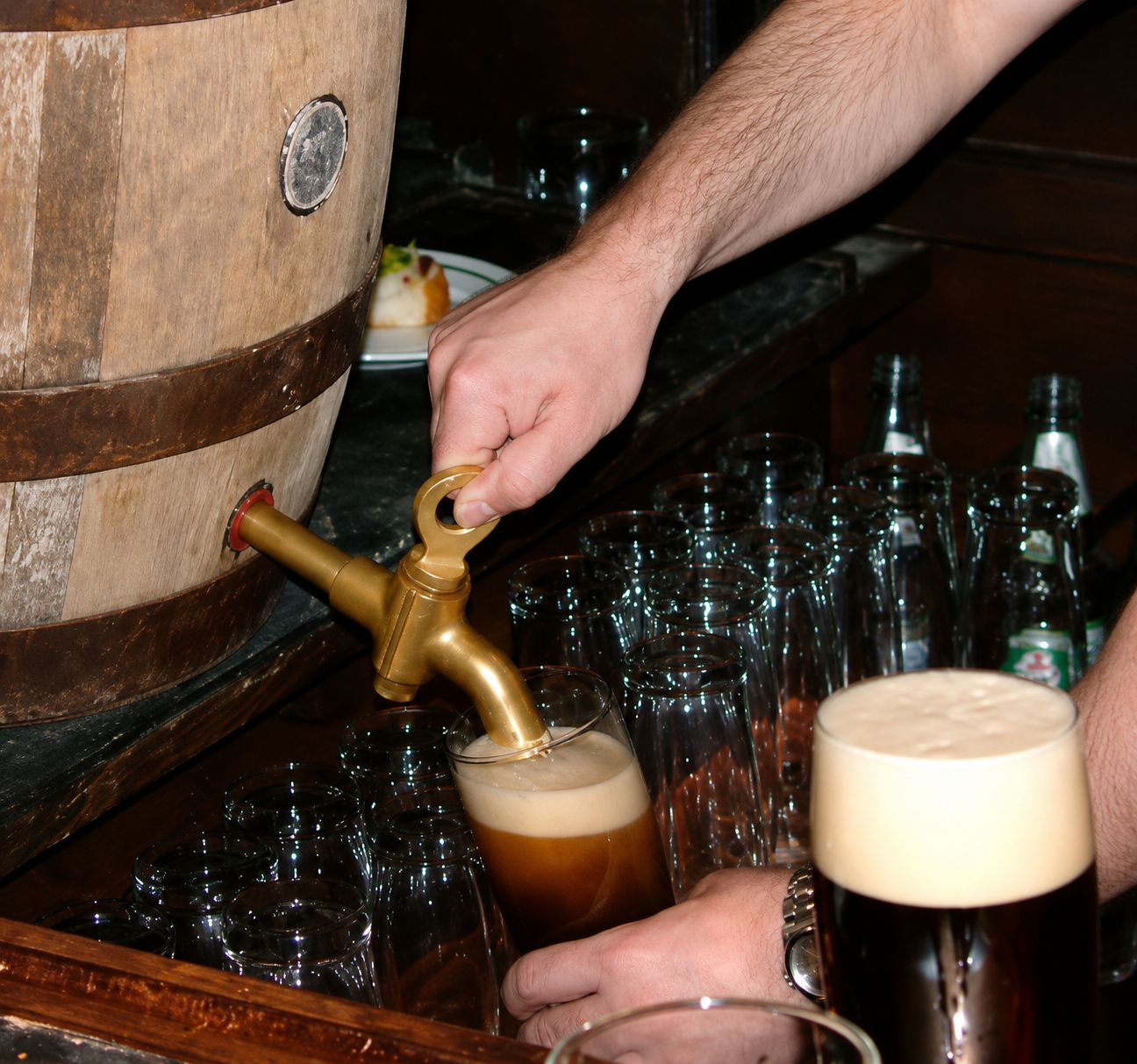
Schlenkerla Rauchbier, uma cerveja defumada, diretamente do barril

- Mattha – uma bebida indiana à base de leitelho ou iogurte que às vezes é defumada
- Cerveja defumada – cerveja com um sabor característico de fumaça, conferido pelo uso de cevada maltada seca em fogo aberto[2]
  - Grätzer
- Suanmeitang – bebida chinesa à base de ameixa defumada
- Uísque escocês – alguns uísques são feitos de grãos defumados em uma fogueira de turfa.

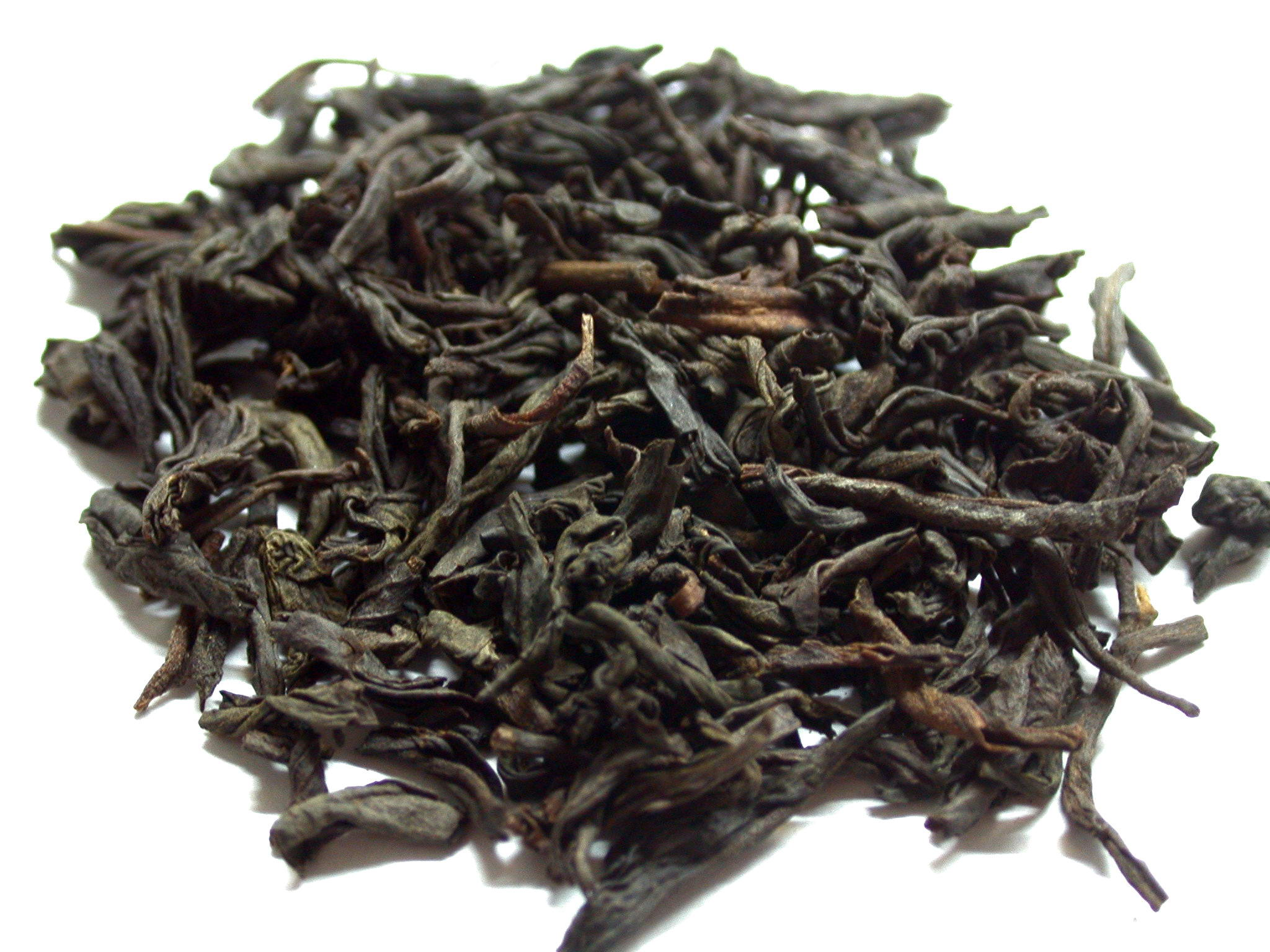
Folhas de chá lapsang souchong. O Lapsang souchong é às vezes chamado de chá defumado.
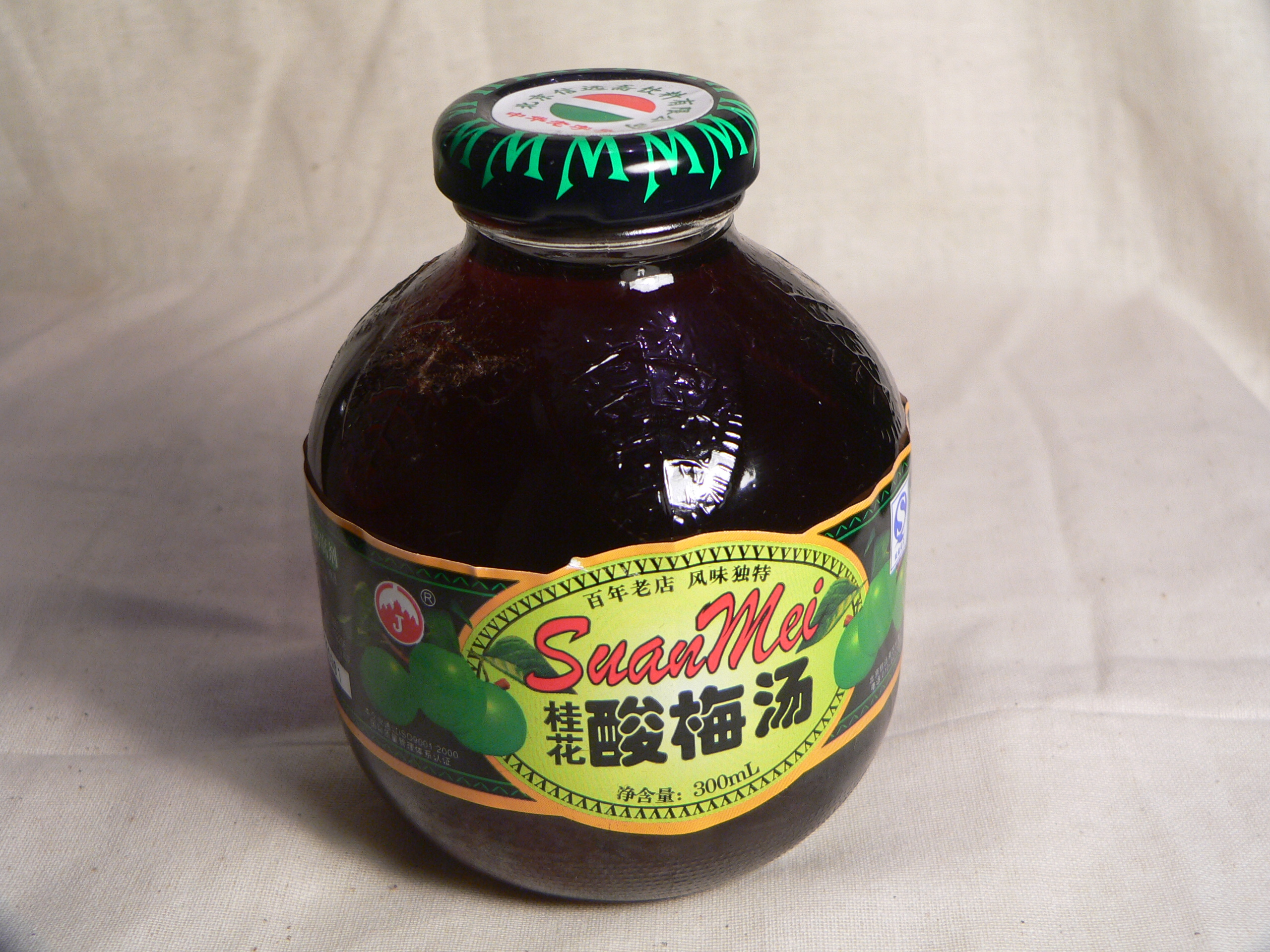
Suanmeitang é uma bebida preparada com ameixas chinesas defumadas.

### Queijos

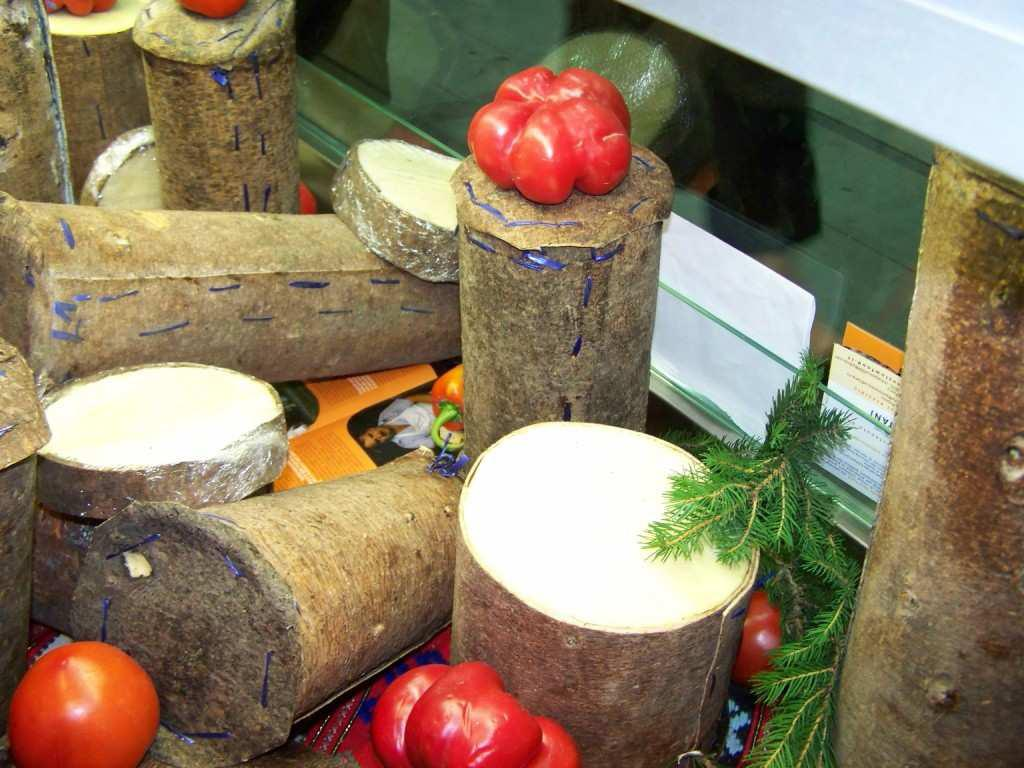
Queijo brânză de coșuleț

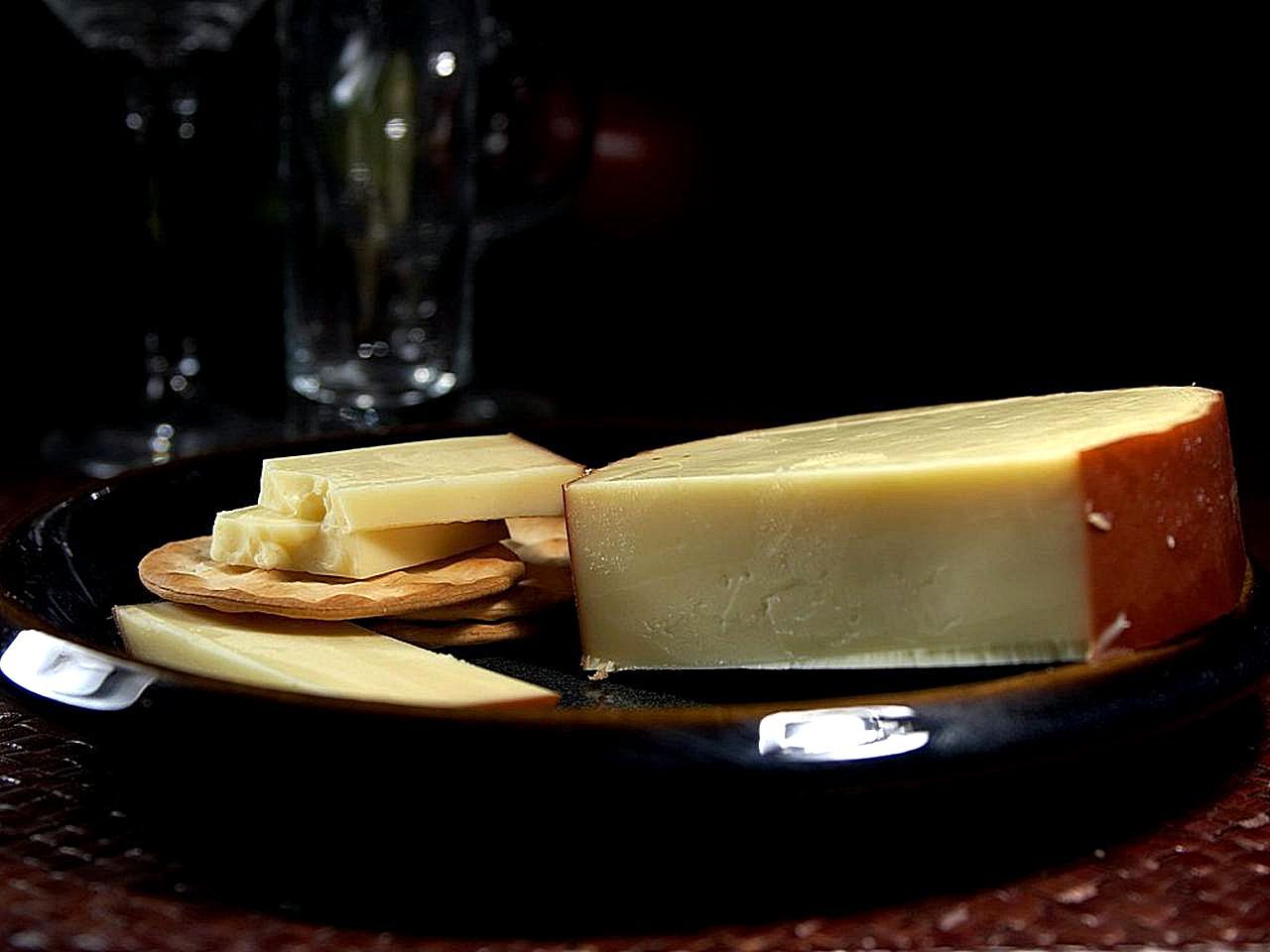
Queijo gouda defumado

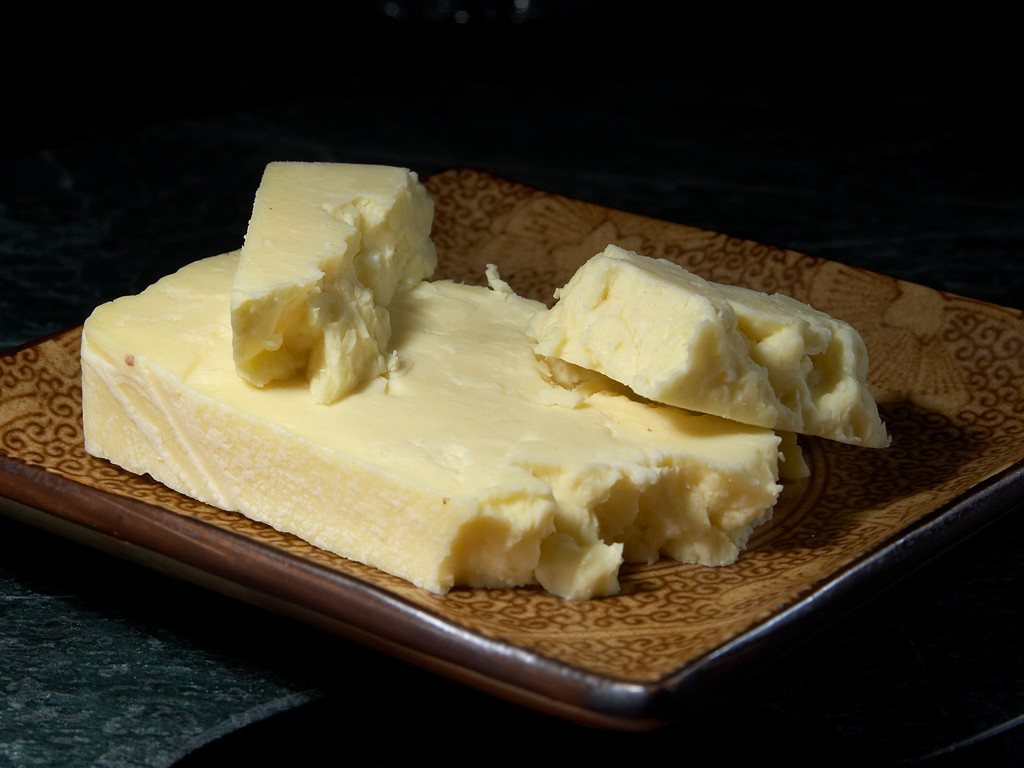
Algumas variedades do queijo de Wensleydale são defumadas.

Queijo defumado é qualquer queijo que tenha sido tratado especialmente por meio de cura com fumaça. Normalmente, ele tem uma película externa marrom-amarelada, resultado desse processo de cura.
- Ardrahan – empresa que produz uma variedade defumada de seu queijo Ardrahan
- Queijo de Bandel
- Brânză de coșuleț
- Chechil
- Cheddar – algumas versões são defumadas[3][4]
- Queijo circassiano defumado
- Queijo Corleggy – empresa que produz algumas versões de queijo defumado, como as variedades Corleggy, Drumlin e Creeny
- Queijo de Gamonéu
- Gouda
  - Burren Gold
- Gubbeen
- Idiazabal
- Korbáčik – tipo de queijo de tiras feito de queijo cozido no vapor entrelaçado em tranças finas. Os sabores comuns incluem salgado, defumado e alho.
- Kwaito
- Lincolnshire Poacher
- Metsovone – produzido pelos arromenos na Grécia, é uma denominação de origem protegida na Europa desde 1996[5]
- Mozzarella – mozzarella affumicata é o termo para a variedade defumada
- Oscypek – queijo de leite de ovelha defumado, fabricado exclusivamente na região das Montanhas Tatra, na Polônia
- Oštiepok
- Queijo Palmero
- Parenica – Queijo tradicional eslovaco. Um queijo semi-firme, sem maturação, semi-gordo, cozido no vapor e geralmente defumado, embora a versão não defumada também seja produzida
- Provolone – algumas versões são defumadas[6]
- Pule – supostamente o "queijo mais caro do mundo", com preço de 1.000 euros por quilo,[7][8][9] queijo defumado feito com o leite de jumentas dos Bálcãs, da Sérvia
- San Simón
- Rauchkäse
- Ricota
- Rygeost – queijo tradicional dinamarquês feito de leitelho azedo defumado com palha e urtigas[10]
- Scamorza
- Suluguni – queijo defumado salgado tradicional da Geórgia
- Tesyn
- Queijo de Wensleydale – produz Wensleydale defumado em carvalho

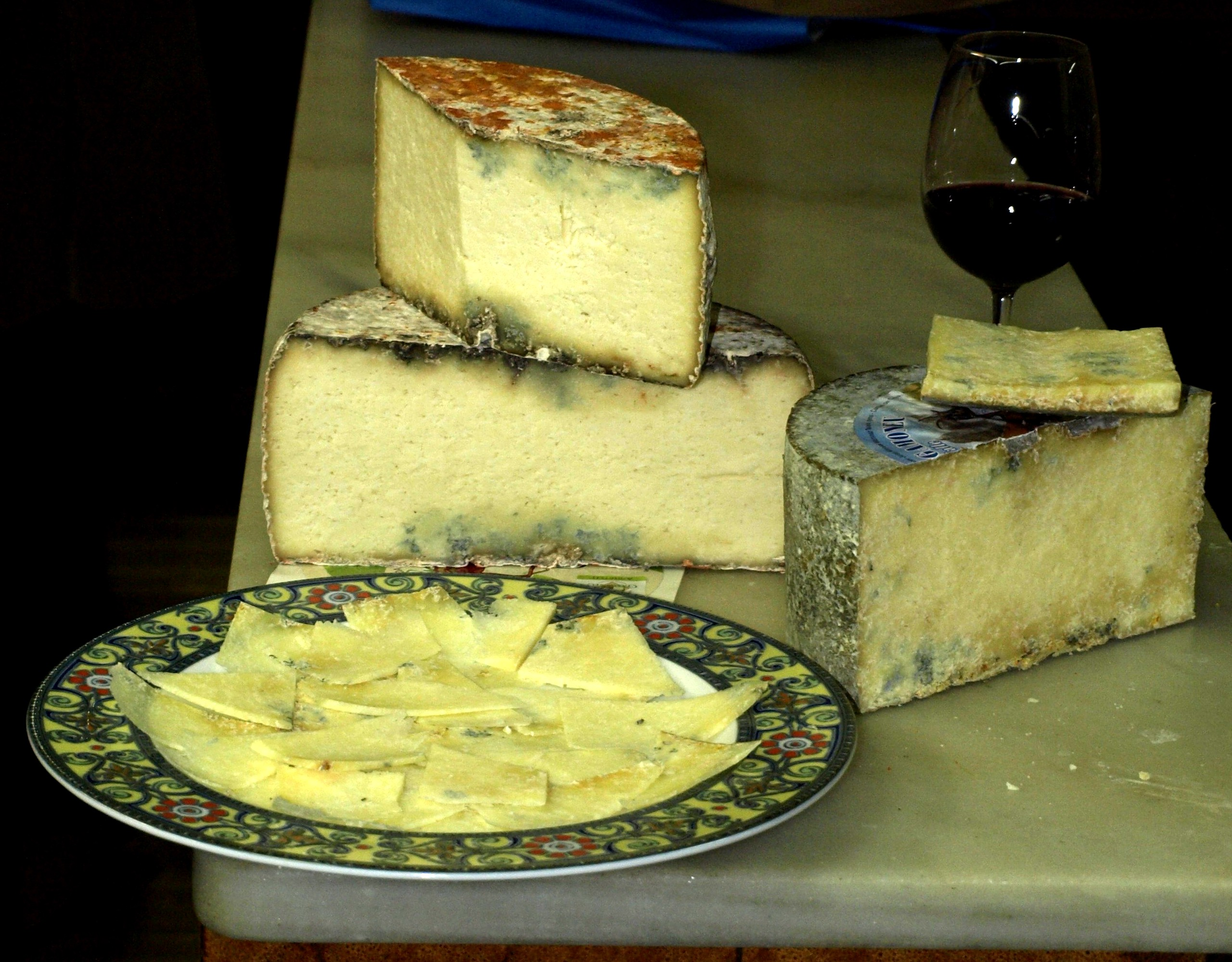
Queijo de Gamonéu
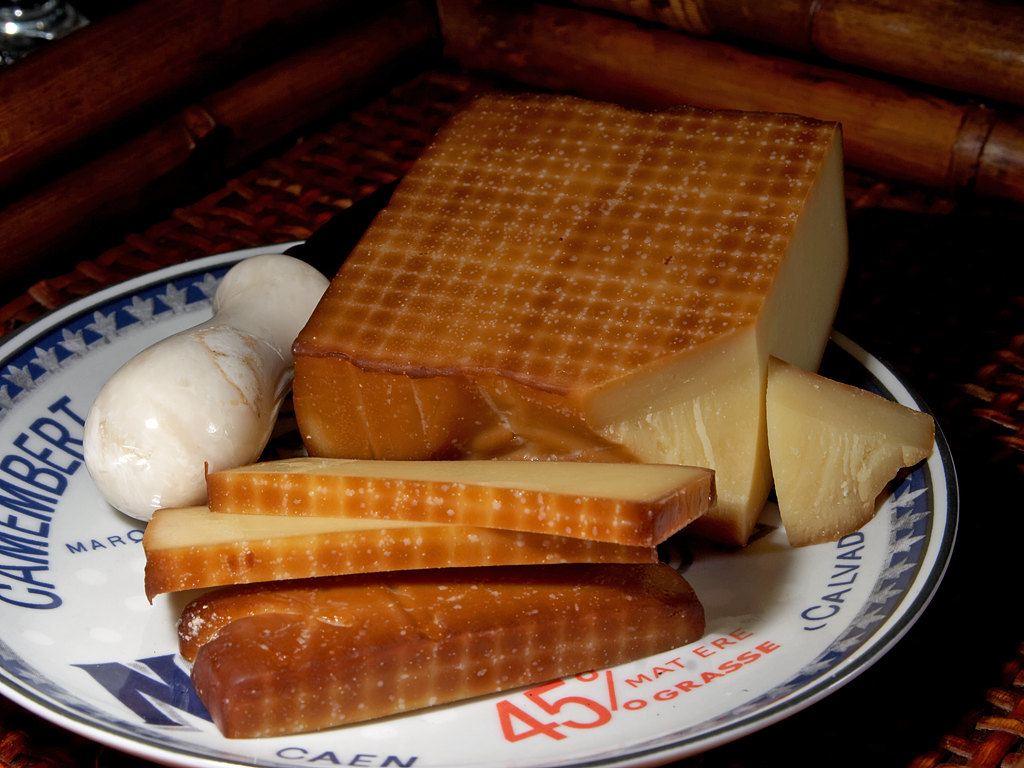
Queijo Gruyère defumado
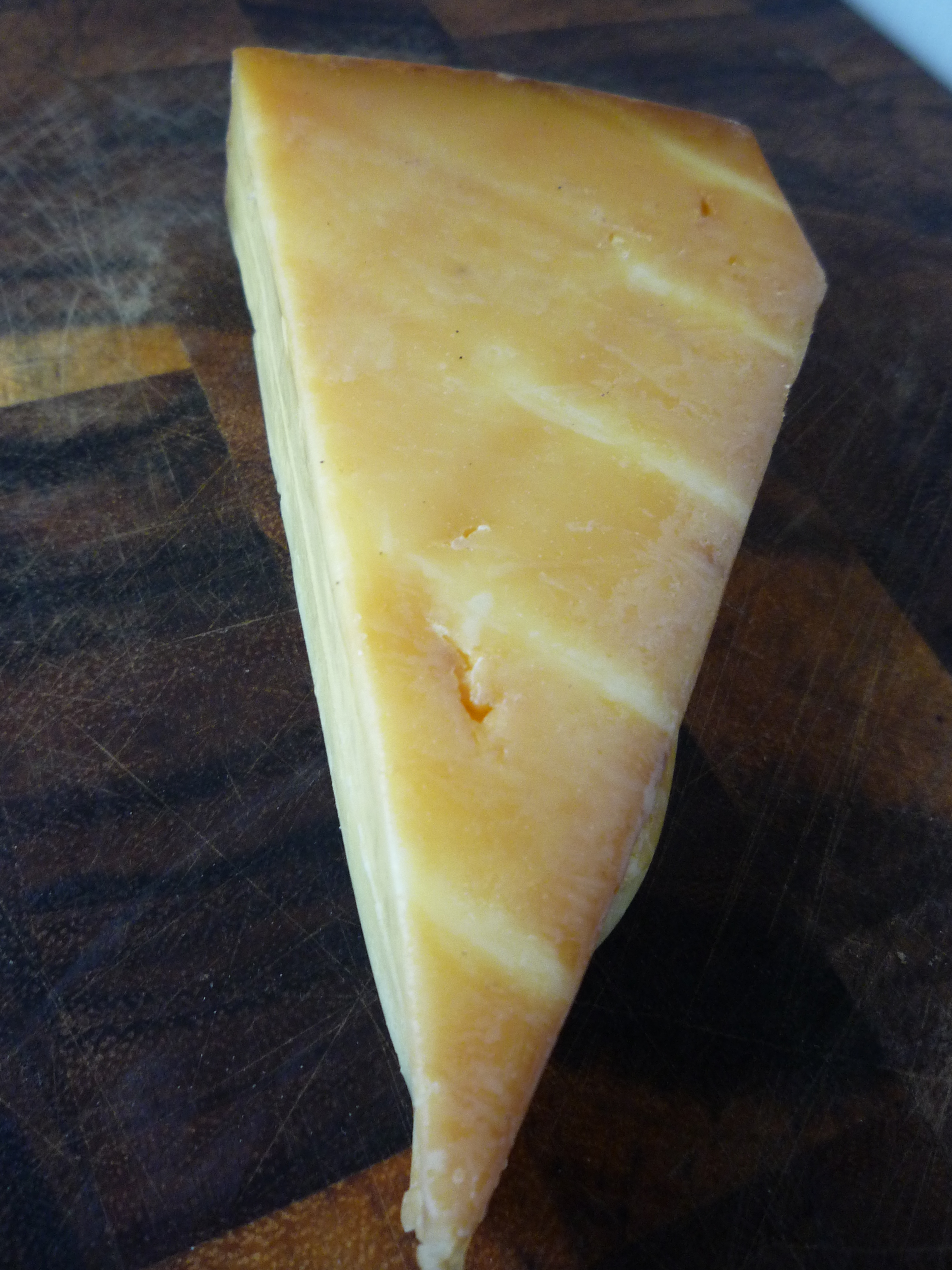
Queijo defumado Lincolnshire Poacher

### Peixes

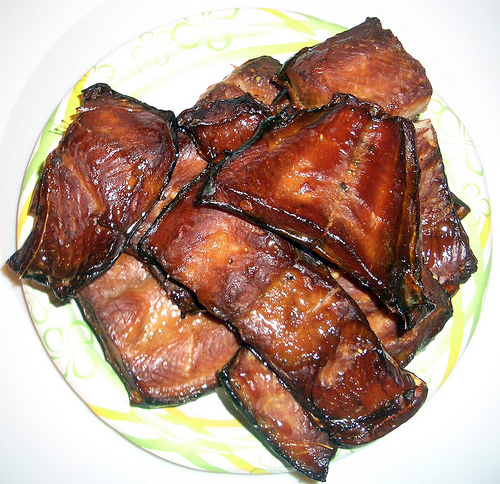
Salmão-keta defumado a quente

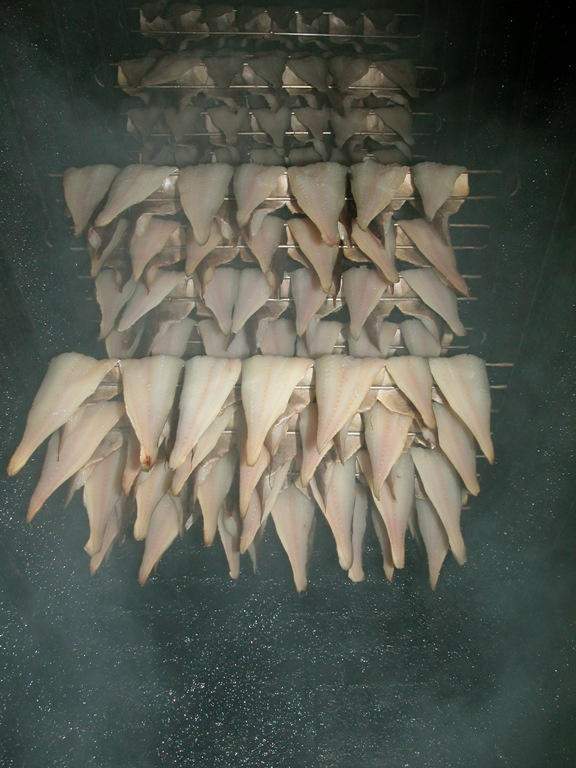
Peixe defumado tradicional de Grimsby, preparado com hadoque. O bacalhau também é usado nesse produto, que tem classificação de Indicação Geográfica Protegida na União Europeia.

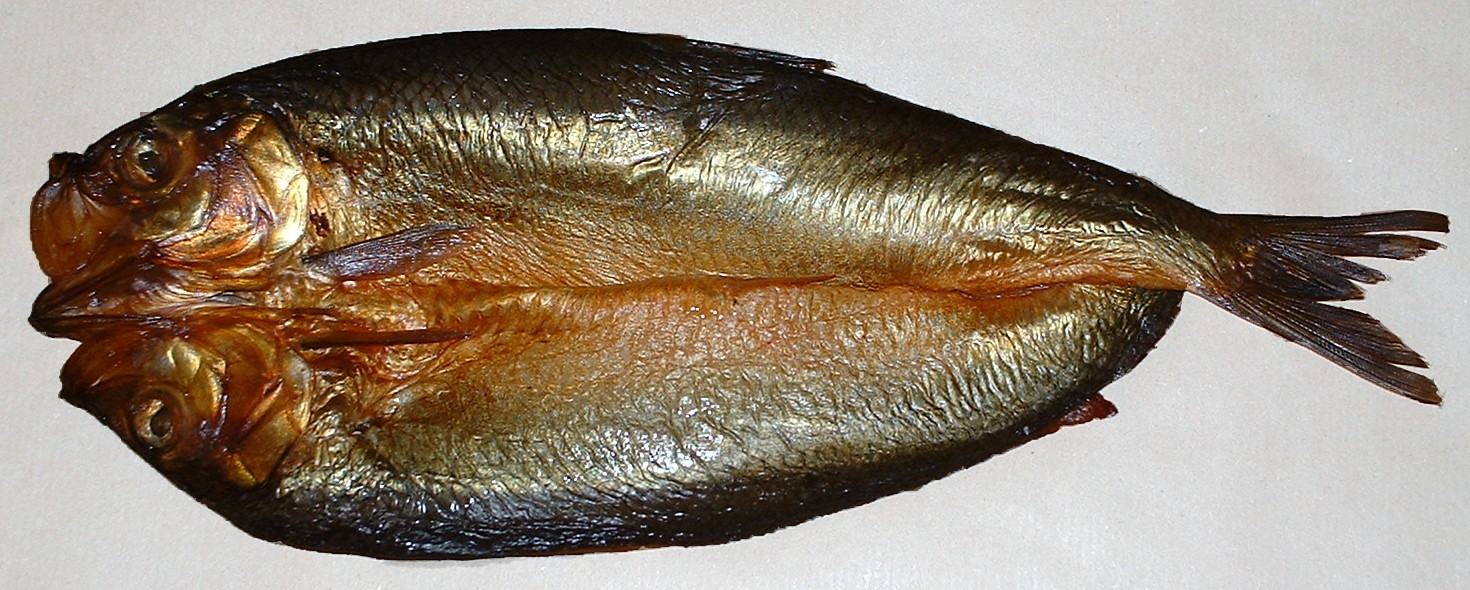
Arenque kipper

Peixe defumado é o peixe curado por defumação. Originalmente, esse processo era feito como conservante.
- Anguilla mossambica – tem uma carne gordurosa apreciada em pratos defumados ou gelatinosos[11]
- Arbroath smokie – hadoque defumado típico da Escócia
- Sarda
- Bokkoms
- Ethmalosa fimbriata
- Buckling
- Cakalang fufu – prato de atum defumado do povo Minahasa da Indonésia
- Bagre defumado[12]
- Substitutos do caviar
  - Caviar de Lysekil – pasta feita de ovas de bacalhau defumadas, óleo de canola, açúcar, cebola, molho de tomate e sal
  - Smörgåskaviar – pasta escandinava de ovas de peixe defumado
- Bacalhau
- Finnan haddie
- Hiodon alosoides
- Gwamegi – peixe semi-seco defumado no estilo coreano
- Arenque
  - Bloater
  - Alosa aestivalis
  - Craster kipper
  - Kipper
- Katsuobushi – Atum japonês defumado e fermentado (bonito)
- Tainha
- Pudpod – patê de peixe defumado filipino, geralmente feito com anchovas
- Saramură
- Sardinha
- Carangídeos
- Salmão defumado
  - Lox
- Anchovado
- Tinapa – iguaria nativa de peixe defumado nas Filipinas
- Peixe defumado tradicional de Grimsby

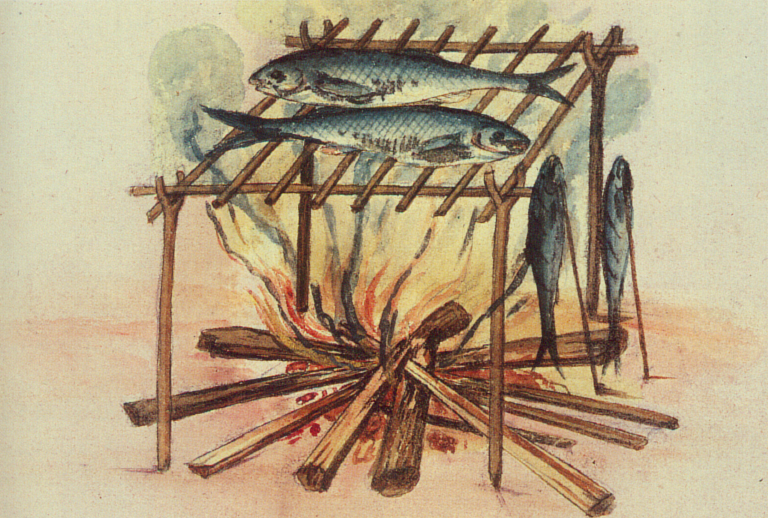
Equipamento para curar peixes, usado pelos algonquinos da Carolina do Norte, 1585

- Truta

#### Frutos-do-mar
- Enguia defumada
- Mexilhão defumado
- Ostra defumada
- Vieira defumada

### Carnes

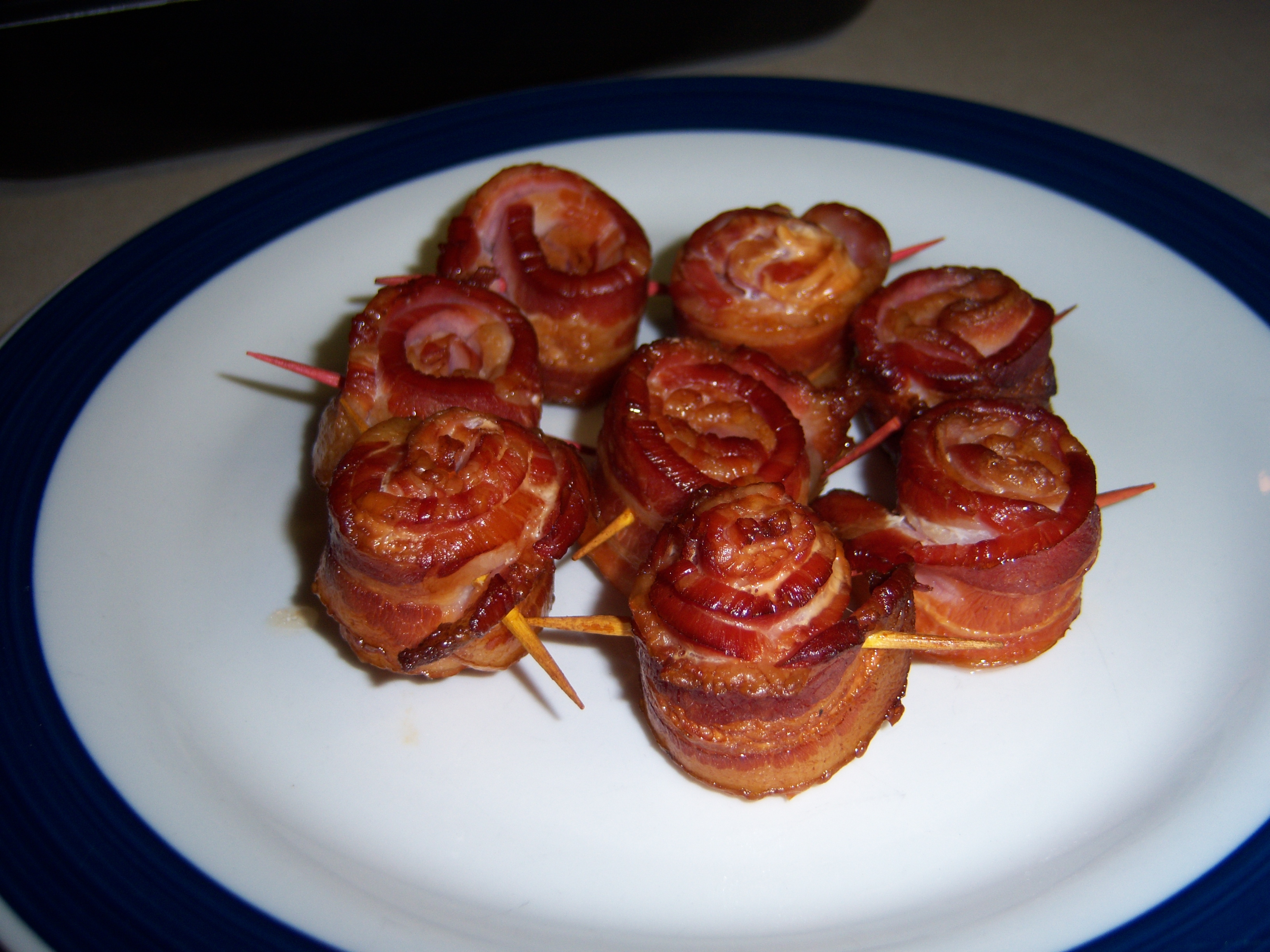
Bacon curado com fumaça e depois cozido com mais fumaça de nogueira

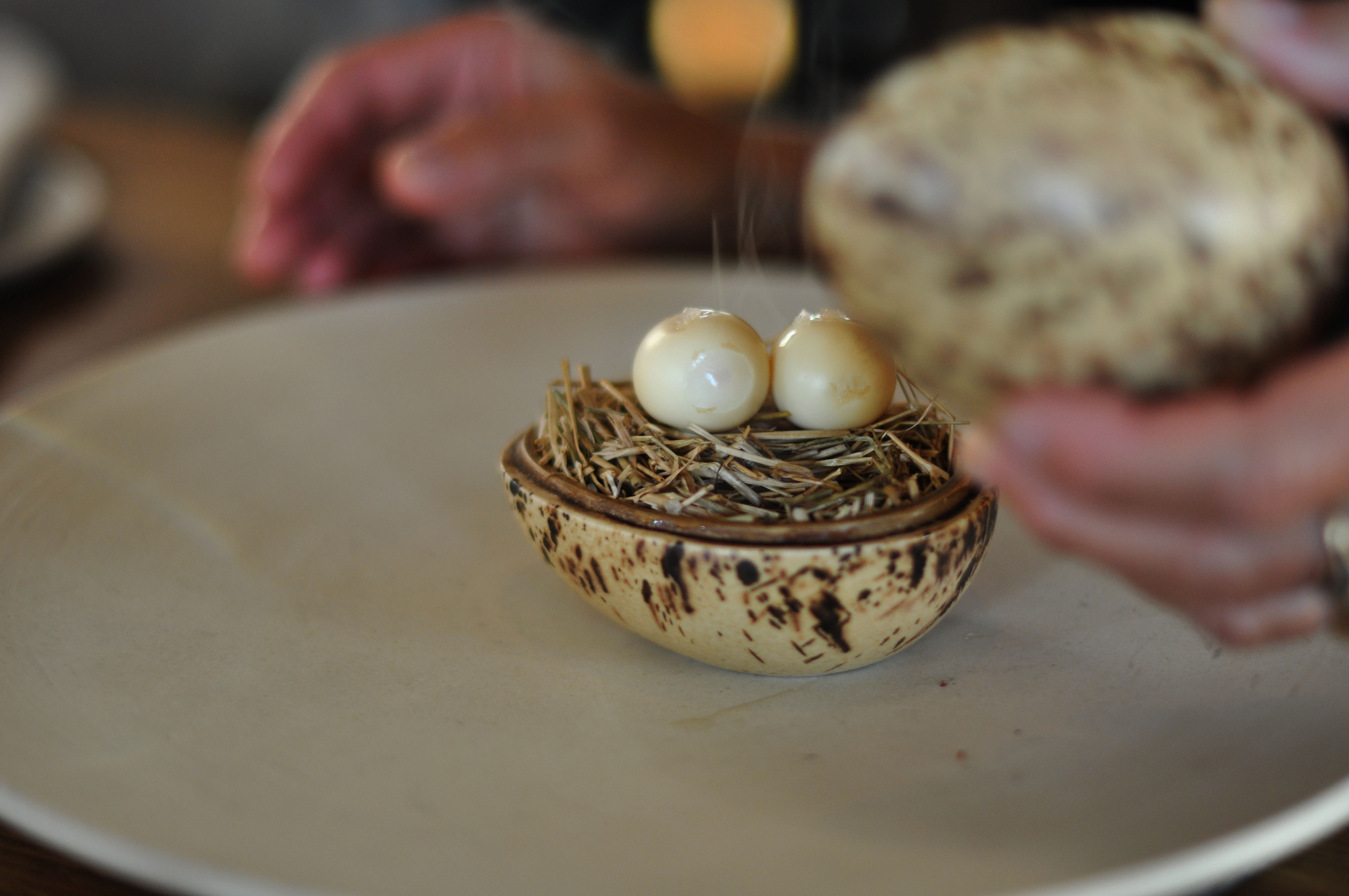
Ovos defumados: ovos de codorna em conserva e defumados em um restaurante

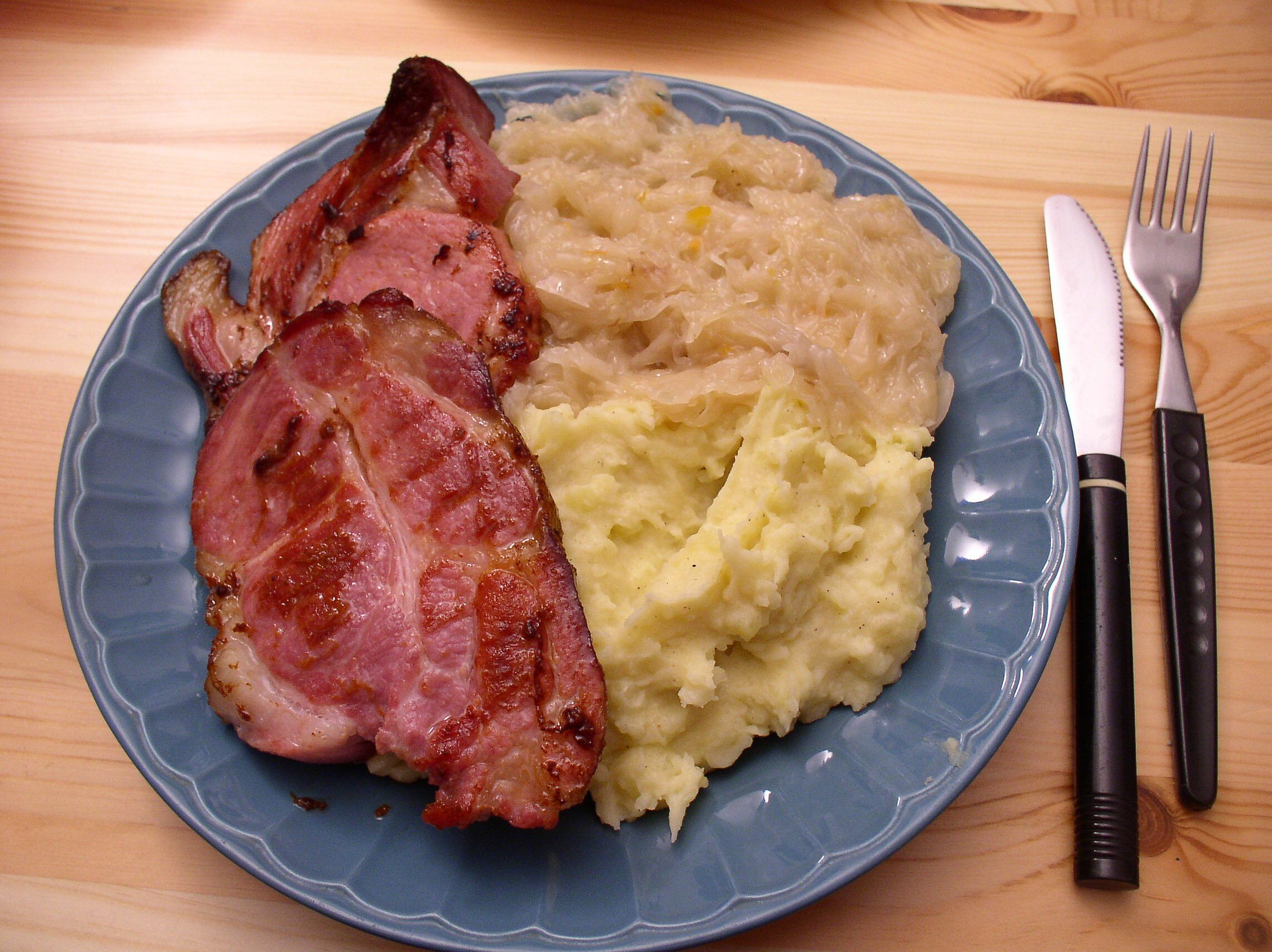
Kasseler servido com chucrute

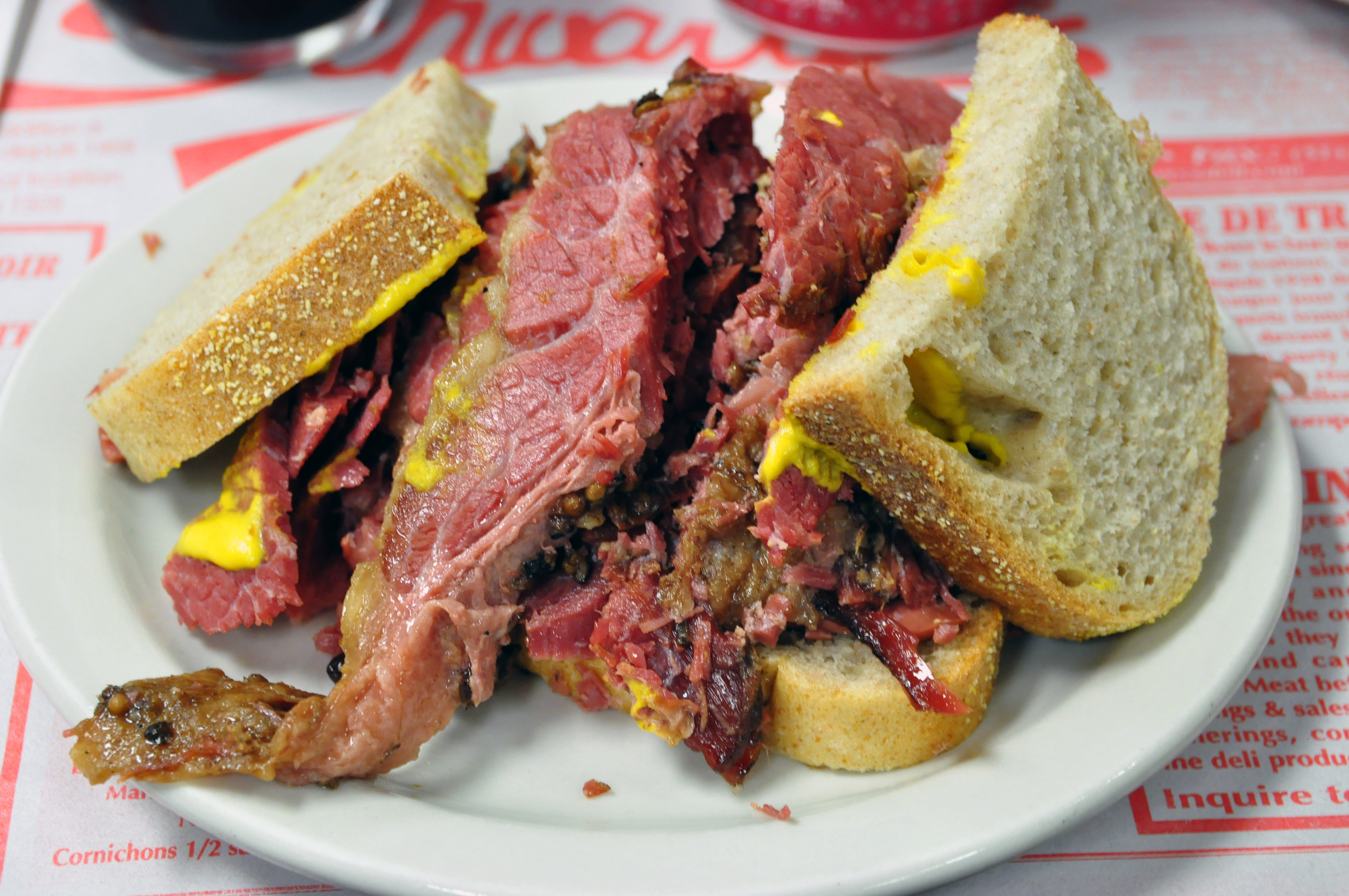
Carne defumada no estilo de Montreal do restaurante Schwartz's em Montreal

A carne defumada é um método de preparo de carne vermelha (e peixe) que tem origem na pré-história. Seu objetivo é preservar por longos períodos esses alimentos ricos em proteínas, que, de outra forma, estragariam rapidamente. Há dois mecanismos para essa preservação: a desidratação e as propriedades antibacterianas da fumaça absorvida. Atualmente, o sabor aprimorado dos alimentos defumados faz deles uma iguaria em muitas culturas.
- Bacon – produto de carne preparado a partir de um porco e geralmente curado;[13] Algumas versões também são defumadas para preservação ou para dar sabor
  - Bacon traseiro
- Brési
- Burnt ends – pedaços saborosos de carne cortados da metade da ponta de um peito defumado[14]
- Cecina – em espanhol, significa "carne que foi salgada e seca por meio de ar, sol ou fumaça"
- Charcuteria
- Chaudin
- Dutch loaf
- Elenski but
- Flurgönder – cabeça de xara defumada
- Gammon
- Grjúpán
- Hangikjöt
- Carne de cavalo – uma carne popular em alguns países, às vezes é defumada
  - Qarta – reto de cavalo cozido e frito, às vezes é defumado
  - Zhal – prato da culinária do Cazaquistão com banha de pescoço de cavalo defumado[15]
- Porco preto de Jeju
- Jerky
- Kasseler
- Bolo de carne
- Carne defumada no estilo Montreal
- Pastrami
- Pés de porco em conserva
- Pig candy
- Pitina
- Faceira
  - Oreilles de crisse
- Rabo de porco
- Salo
- Schäufele
- Se'i
- Smalahove
- Sopocka
- Speck
  - Speck Alto Adige
  - Speck tirolês
- Suho meso
- Szalonna
- Bacon turco
- Pato Zhangcha

#### Presuntos
- Presunto

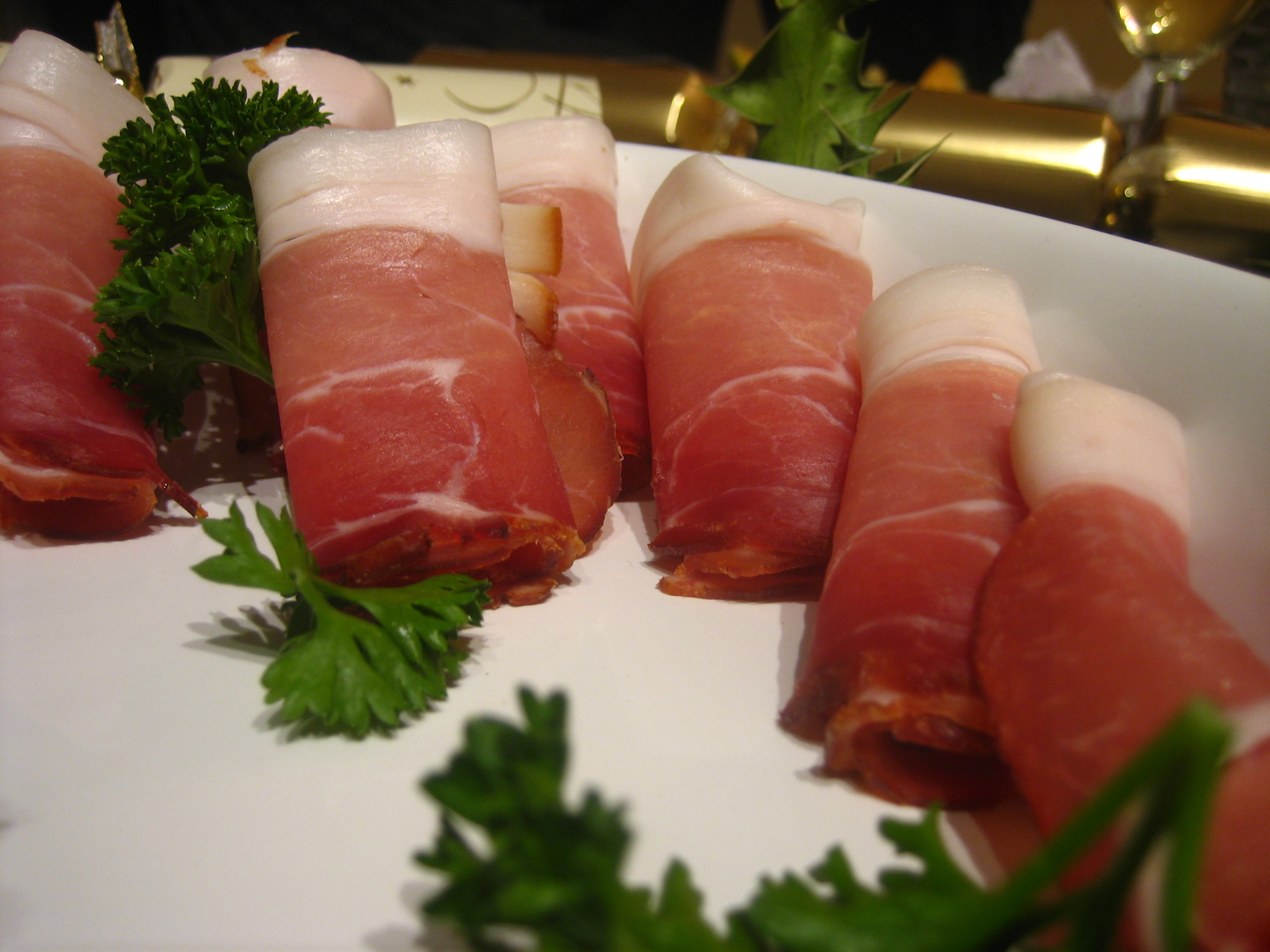
Presunto da Floresta Negra

  - Ammerländer Schinken – um tipo de presunto curado a seco (e normalmente defumado) produzido na região de Ammerland, no norte da Alemanha. Ele tem classificação IGP conforme a legislação da UE.
  - Presunto da Floresta Negra
  - Presunto natalino – algumas versões são defumadas
  - Presunto serrano
  - Joelho de porco
    - Eisbein

  - Presunto recheado
  - Presunto tasso
  - Presunto de Vestfália

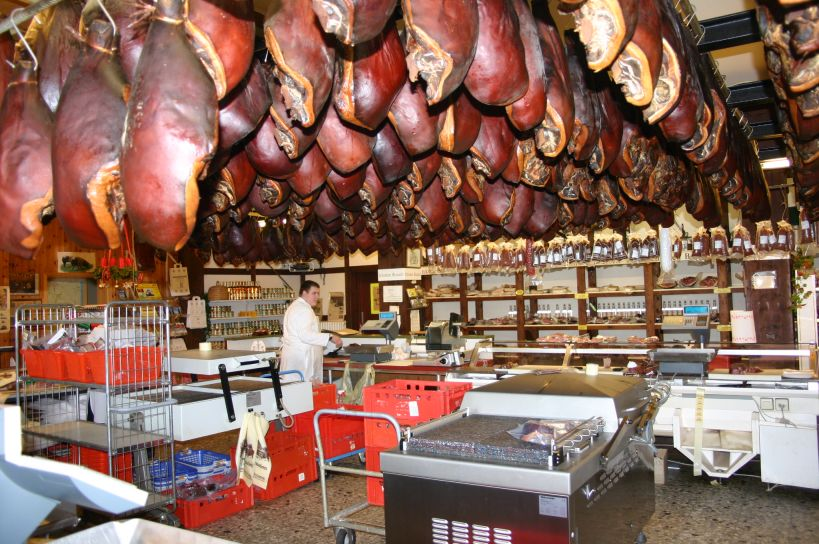
Presuntos em um defumador em Schleswig-Holstein, Alemanha
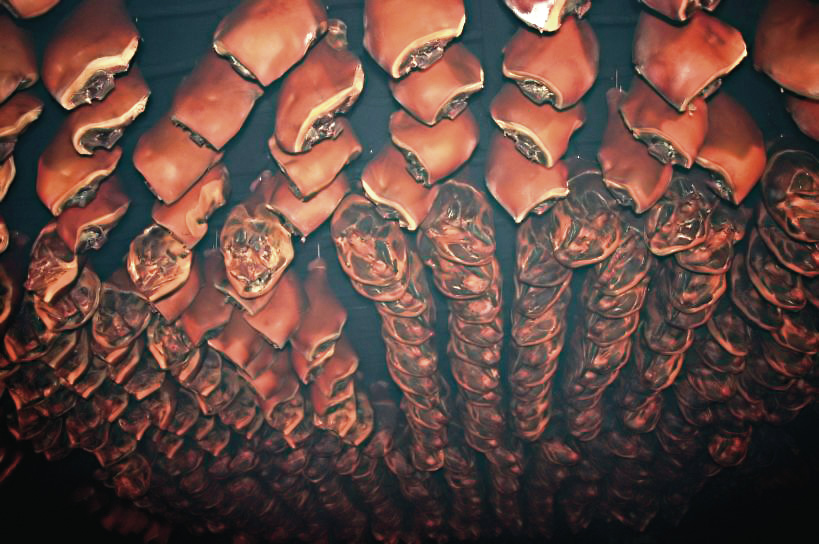
Outra imagem de presuntos no mesmo defumador em Schleswig-Holstein

#### Embutidos

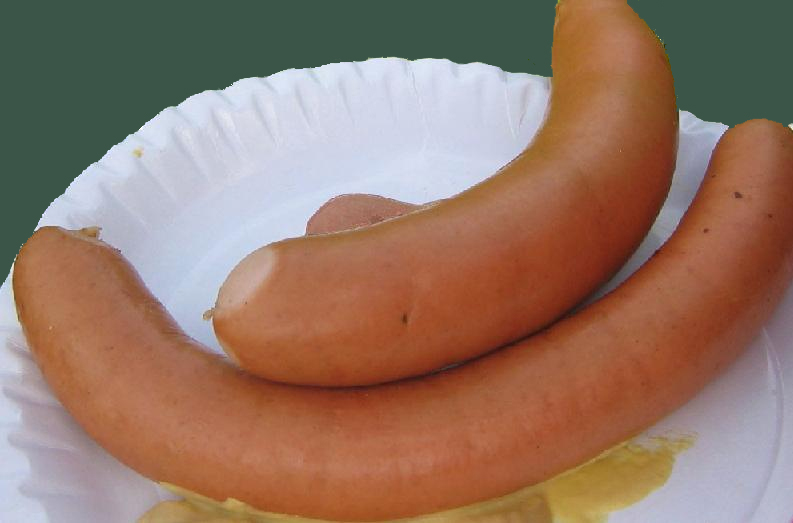
Bockwurst

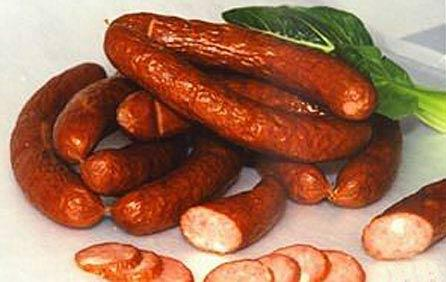
Embutido chinês defumado de Harbin

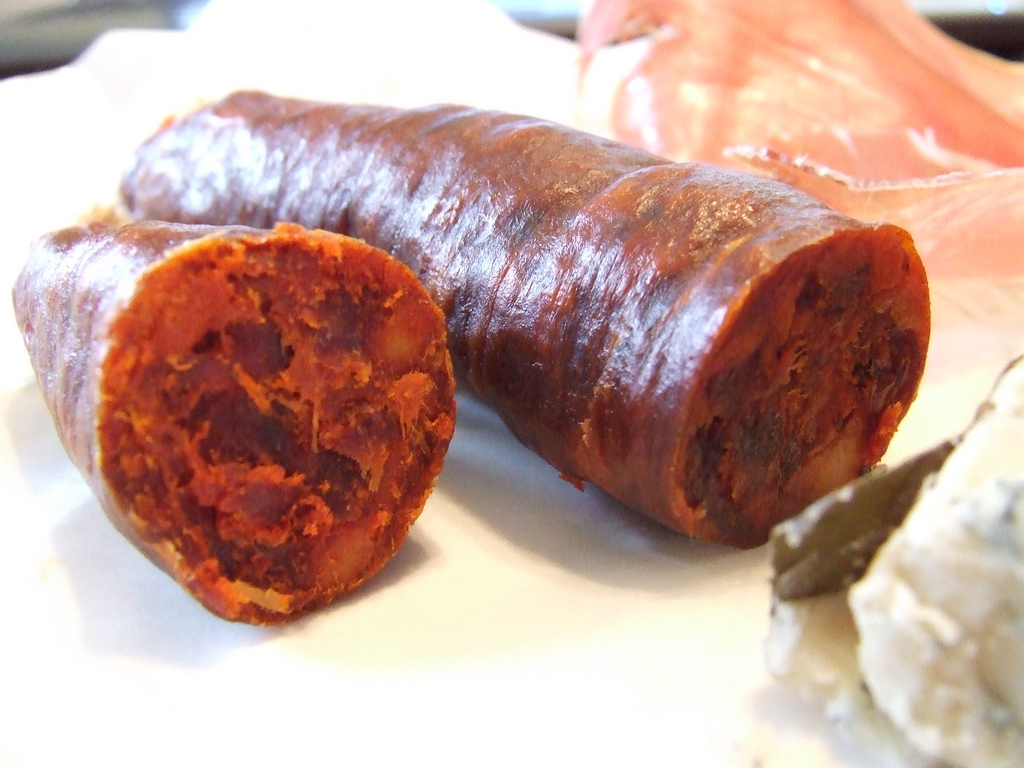
Chorizo espanhol

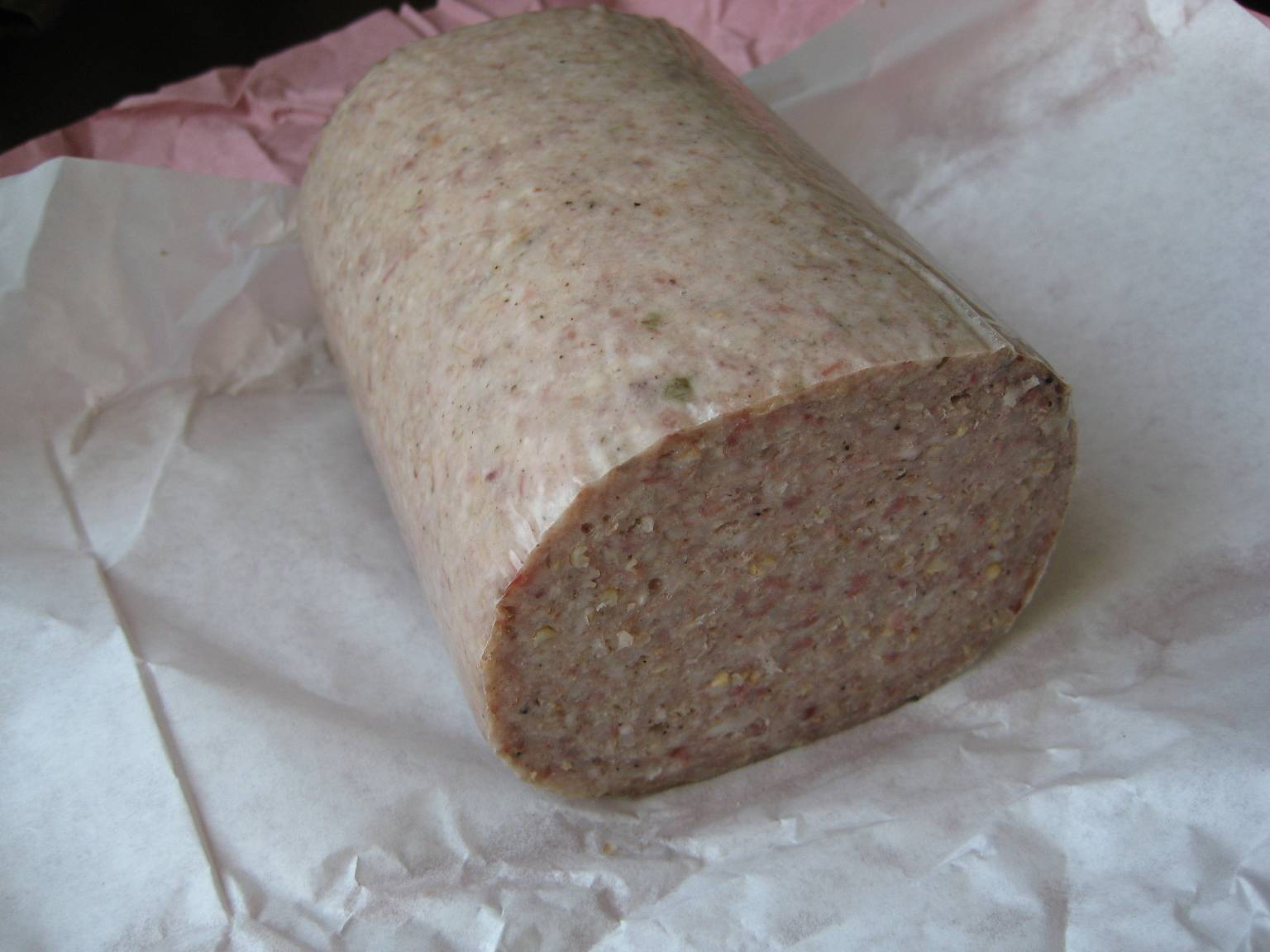
Knipp cru

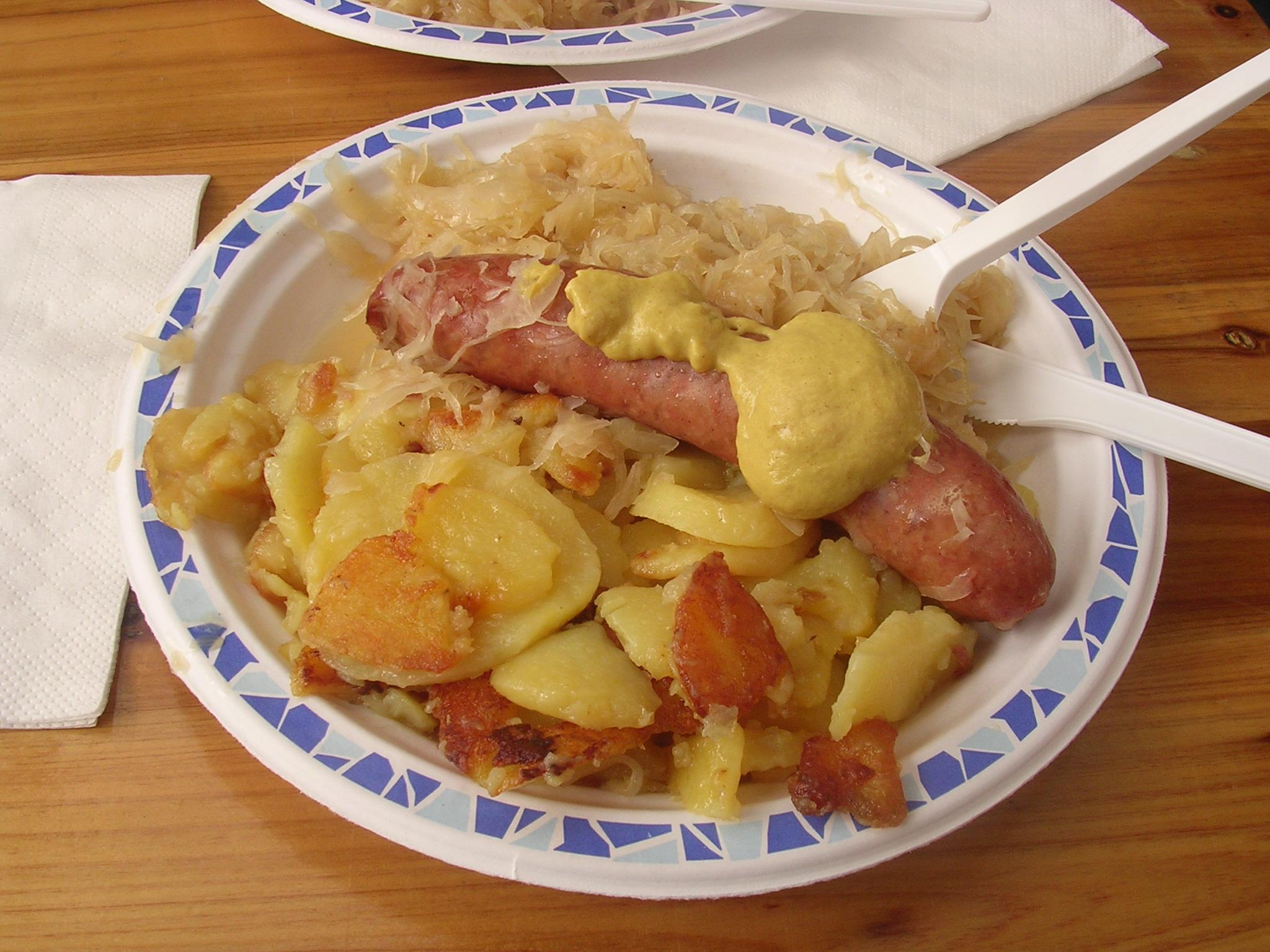
Mettwurst com chucrute e batatas

O embutido é um alimento geralmente feito de carne moída com uma pele ao redor. Normalmente, o embutido é formado em um invólucro tradicionalmente feito de intestino, mas às vezes sintético. A fabricação de embutidos é uma técnica tradicional de preservação de alimentos. Os embutidos podem ser preservados por meio de cura, desidratação ou defumação. Muitos tipos e variedades de embutidos são defumados para ajudar a preservá-los e acrescentar sabor.
- Ahle Wurst – embutido duro de carne de porco produzido no norte de Hesse, Alemanha.[16] Seu nome é uma versão dialetal de alte Wurst - "linguiça velha".
- Alheira
- Ossenworst
- Andouille
- Bierwurst
- Bockwurst
- Mortadela bolonhesa e bolonhesa para churrasco
- Boudin
- Linguiça para o café da manhã
- Kabanos
- Embutidos chineses – um termo genérico que se refere aos diversos tipos de embutidos originários da China
- Chorizo
- Ciauscolo
- Debrecziner
- Embutido
- Farinheira
- Frankfurter Würstchen
- Half-smoke
- Embutidos húngaros – A culinária da Hungria produz inúmeros tipos de embutidos.
- Isterband
- Kielbasa
- Knackwurst
- Knipp
- Kochwurst
- Kohlwurst
- Krakowska
- Kulen
- Bolonhesa do Líbano
- Linguiça
- Liverwurst
  - Braunschweiger
- Loukaniko
- Lukanka
- Lucanica
- Mettwurst
- Salsicha de Morteau
- Linguiça de Nădlac
- Pinkel
- Rookworst
- Salame
- Skilandis
- Sremska kobasica
- Linguiça de verão
- Teewurst
- Wiener
- Téliszalámi

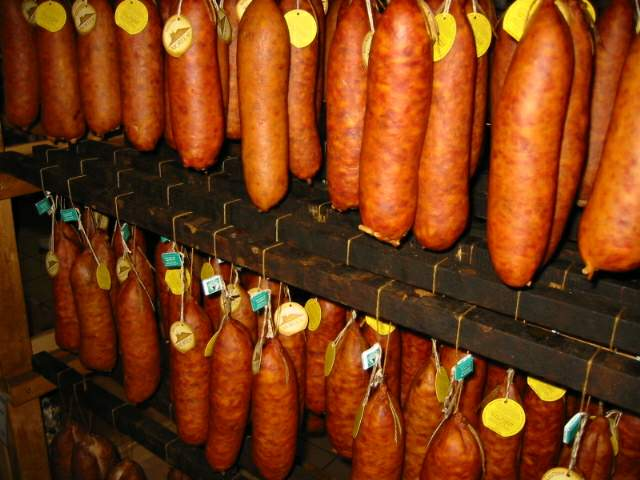
Salsicha de Morteau sendo defumada
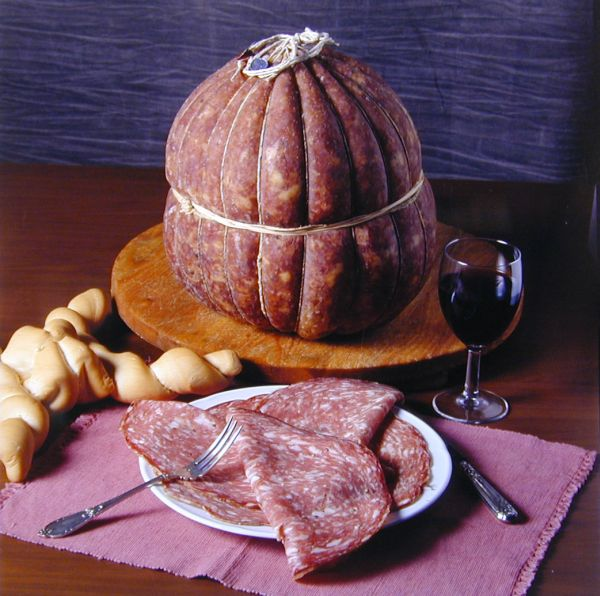
Skilandis
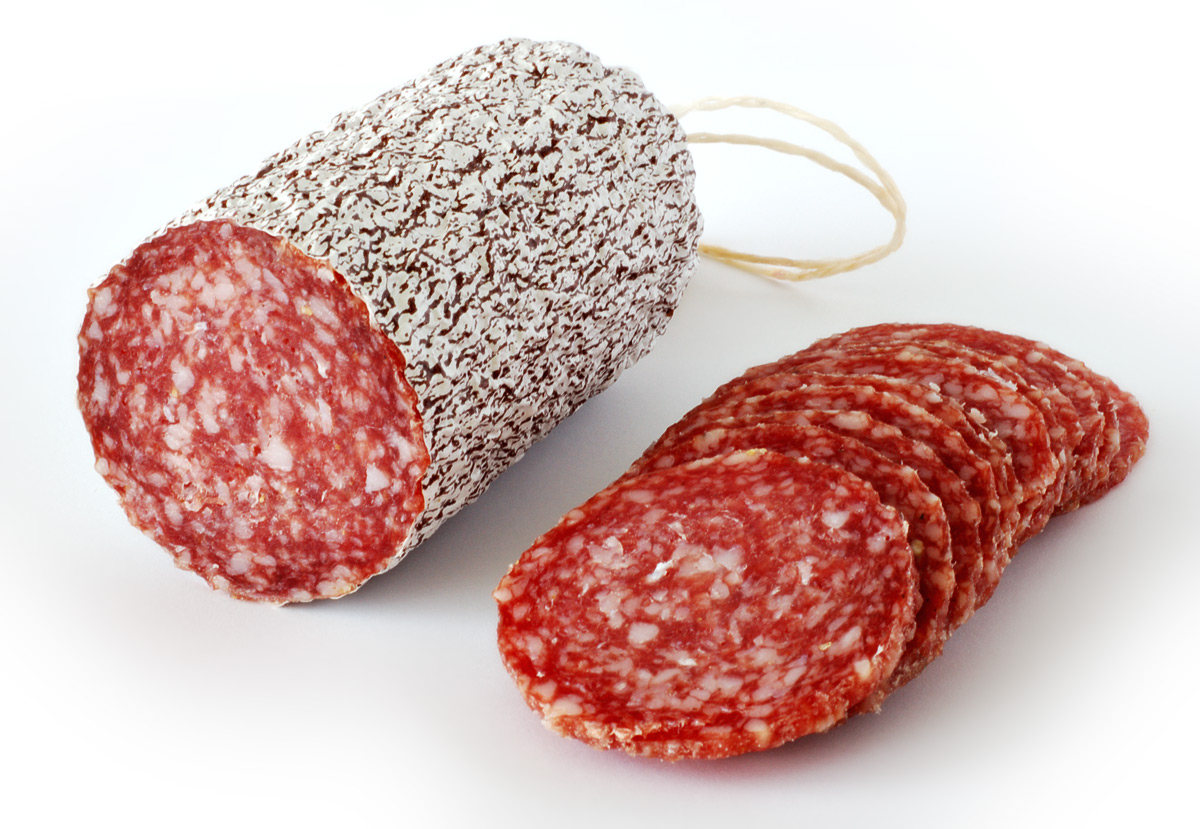
Téliszalámi

### Especiarias
- Fumaça líquida

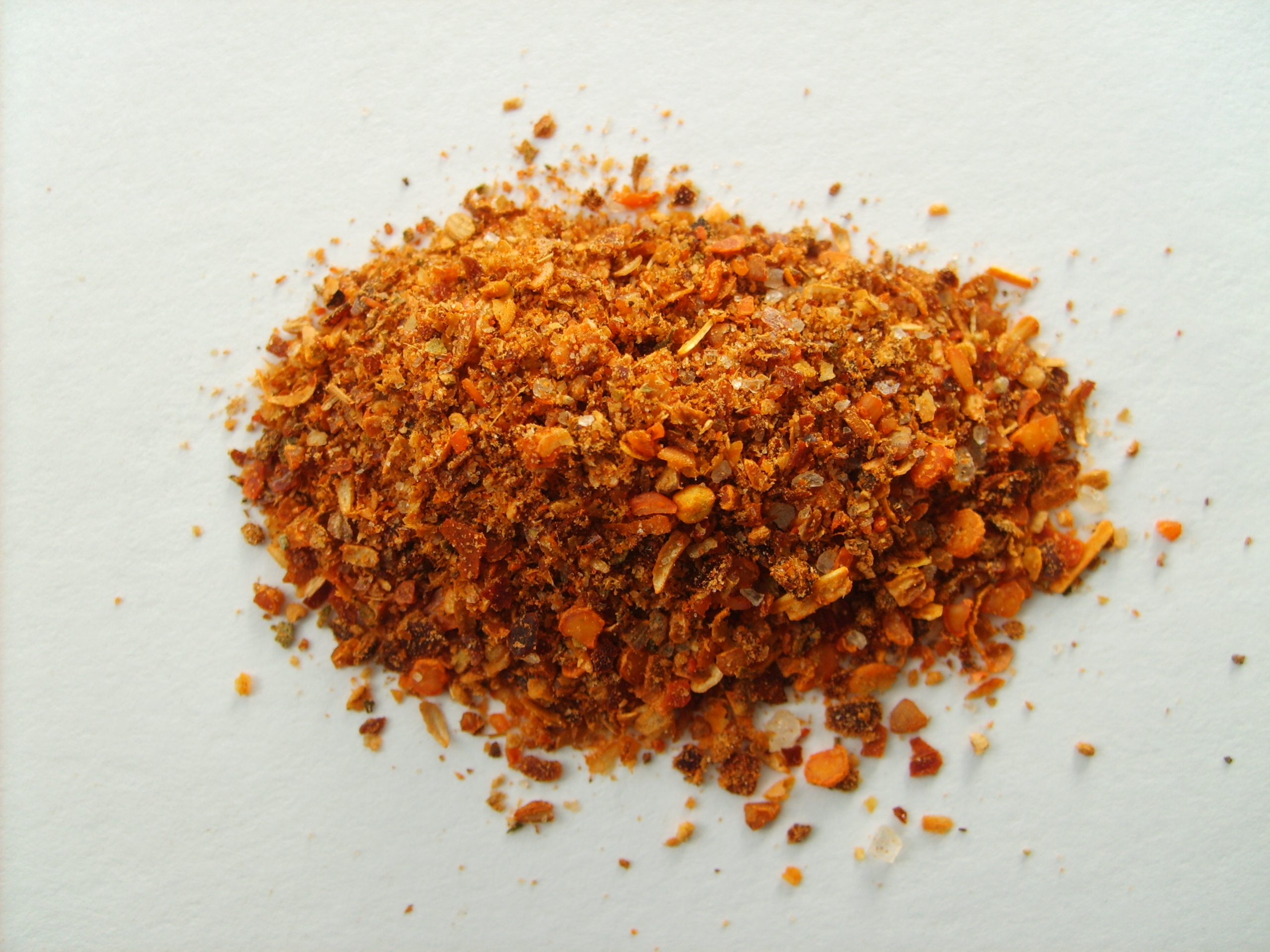
Merkén
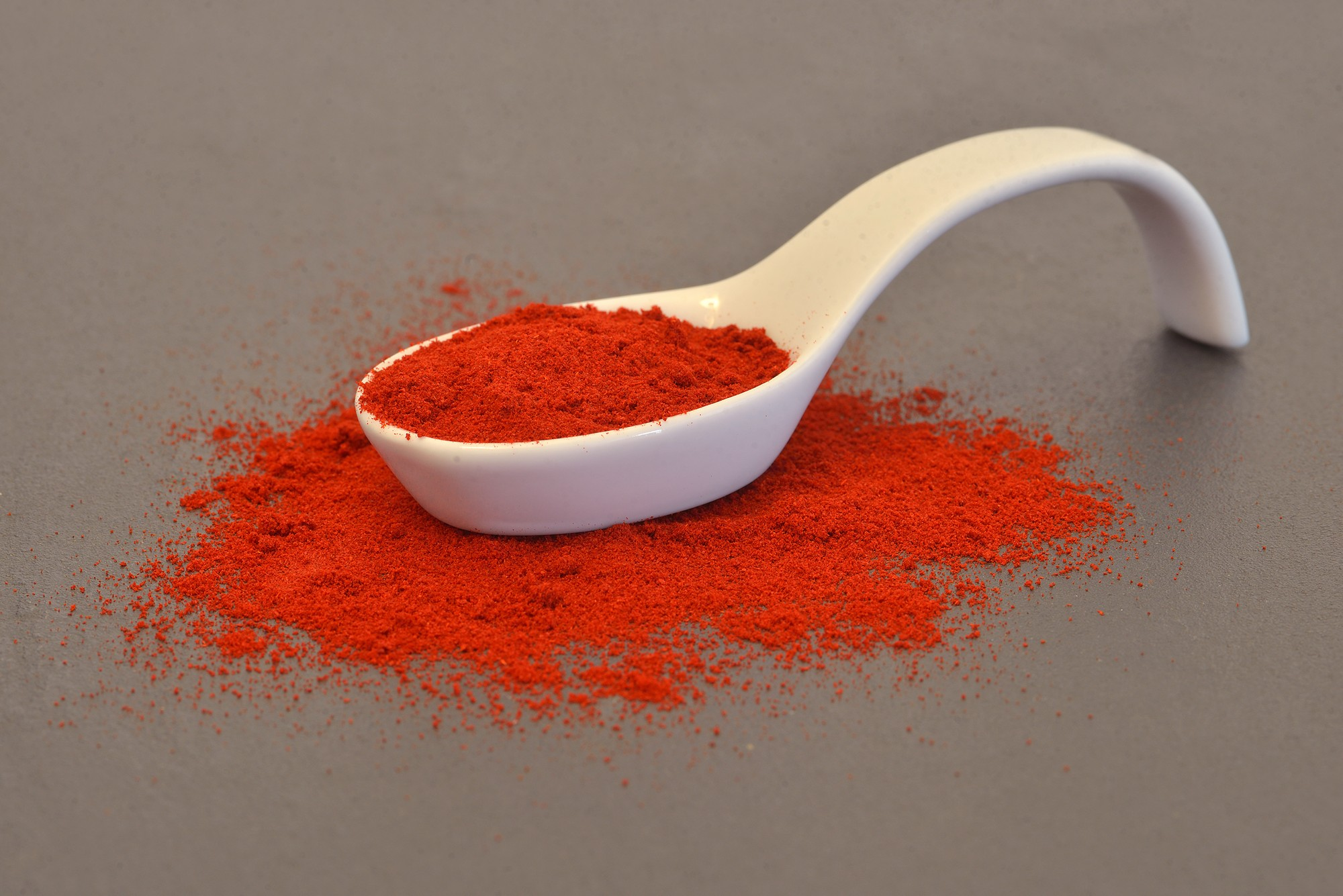
Páprica defumada espanhola

- Páprica
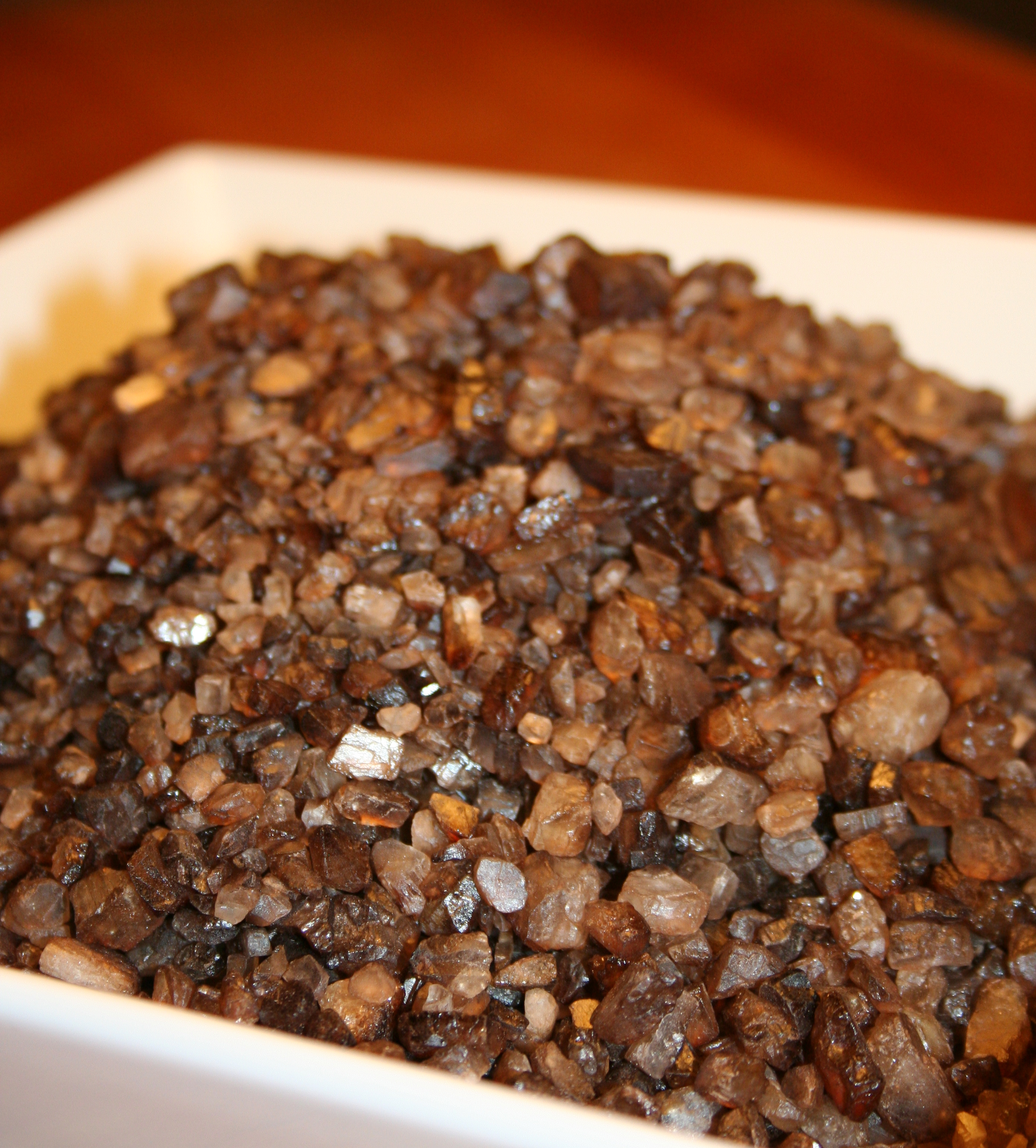
Sal defumado

- Merkén
- Páprica defumada espanhola
- Sal defumado de algaroba

### Outros
- Alinazik – prato turco de berinjela defumada
- Baingan bharta – prato de berinjela defumada do sul da Ásia
- Chipotle – pimenta jalapeño seca e defumada, popular no México e no sudoeste dos EUA
- Jallab – xarope de frutas e rosas do Oriente Médio defumado com incenso árabe
- Ovos defumados – smoked quail or other fowl eggs
- Alho defumado – popular em várias regiões do mundo
- Ameixa defumada –fruta defumada do leste asiático também usada para fazer o chá medicinal coreano Jeho-tang

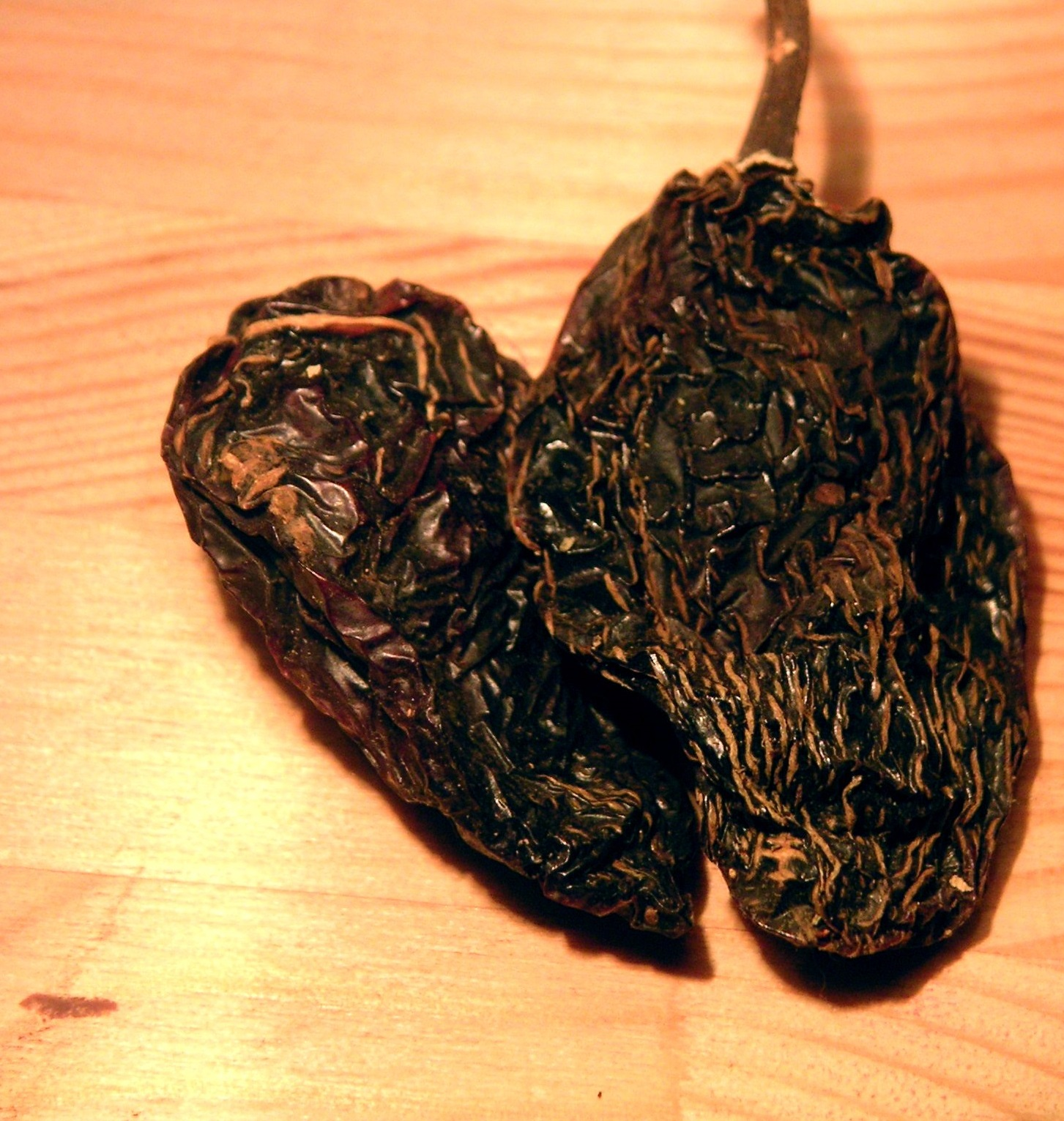
Chipotle
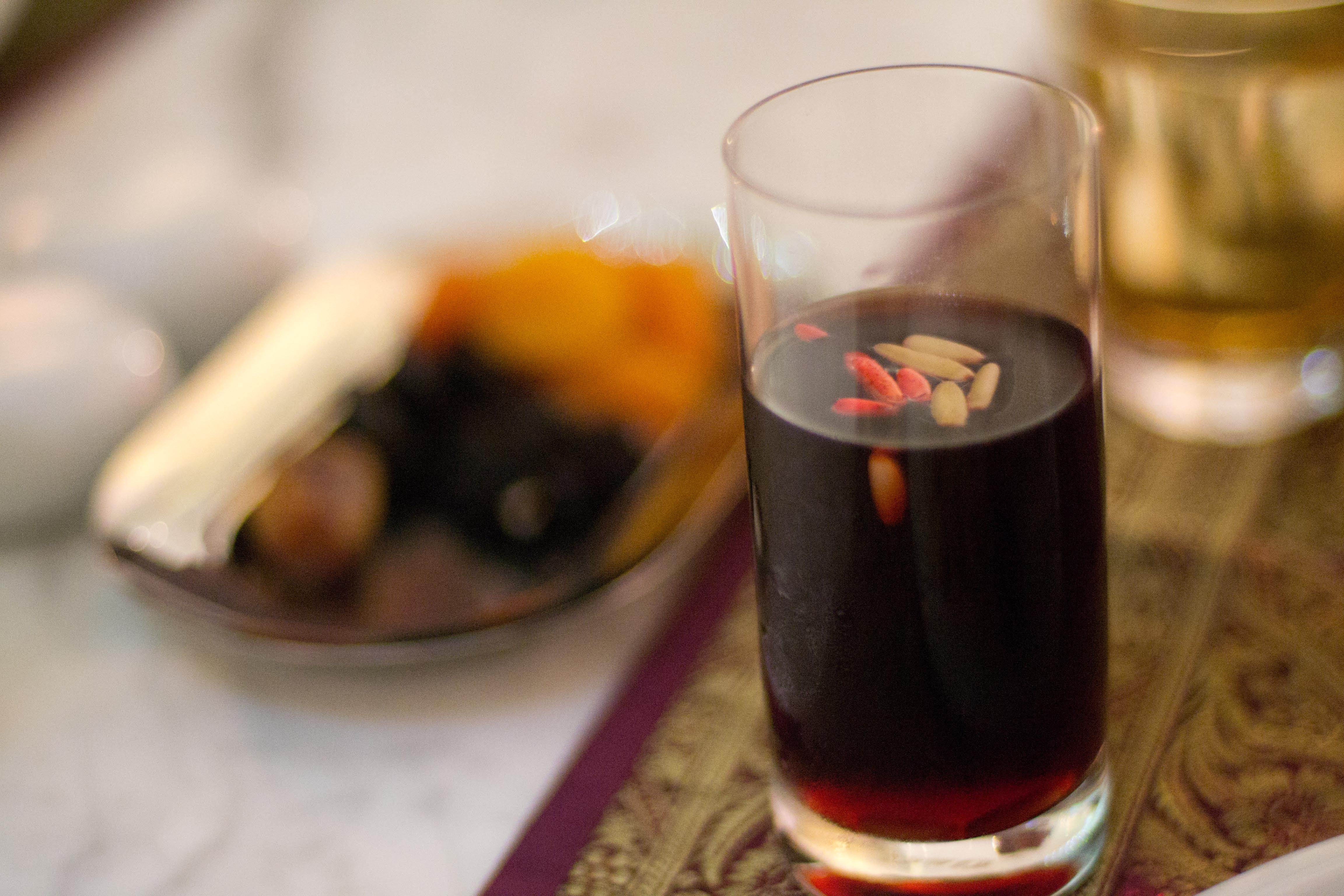
Jallab, feito com alfarroba e frutas defumadas com incenso
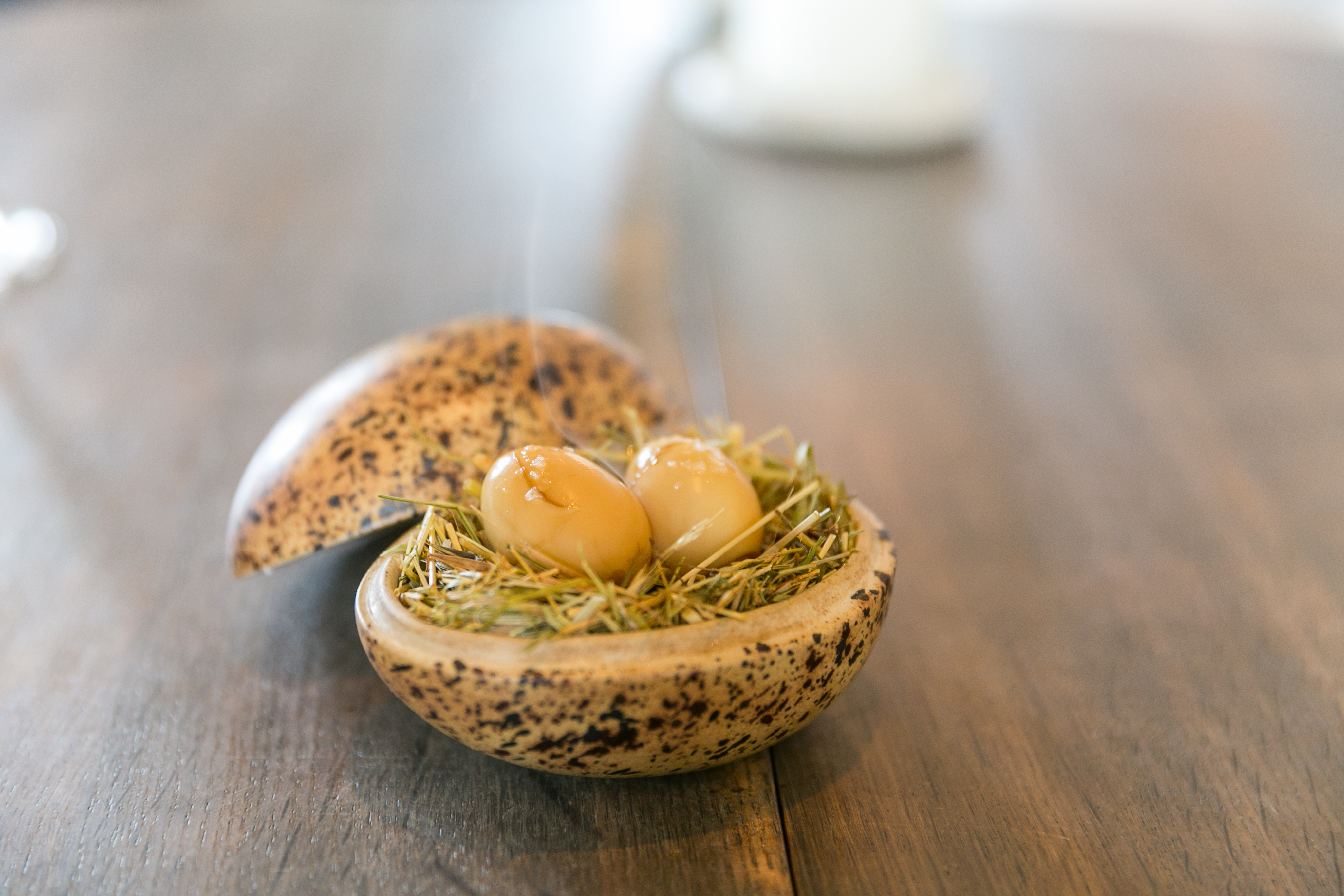
Ovo de codorna defumado e em conserva no estilo dinamarquês
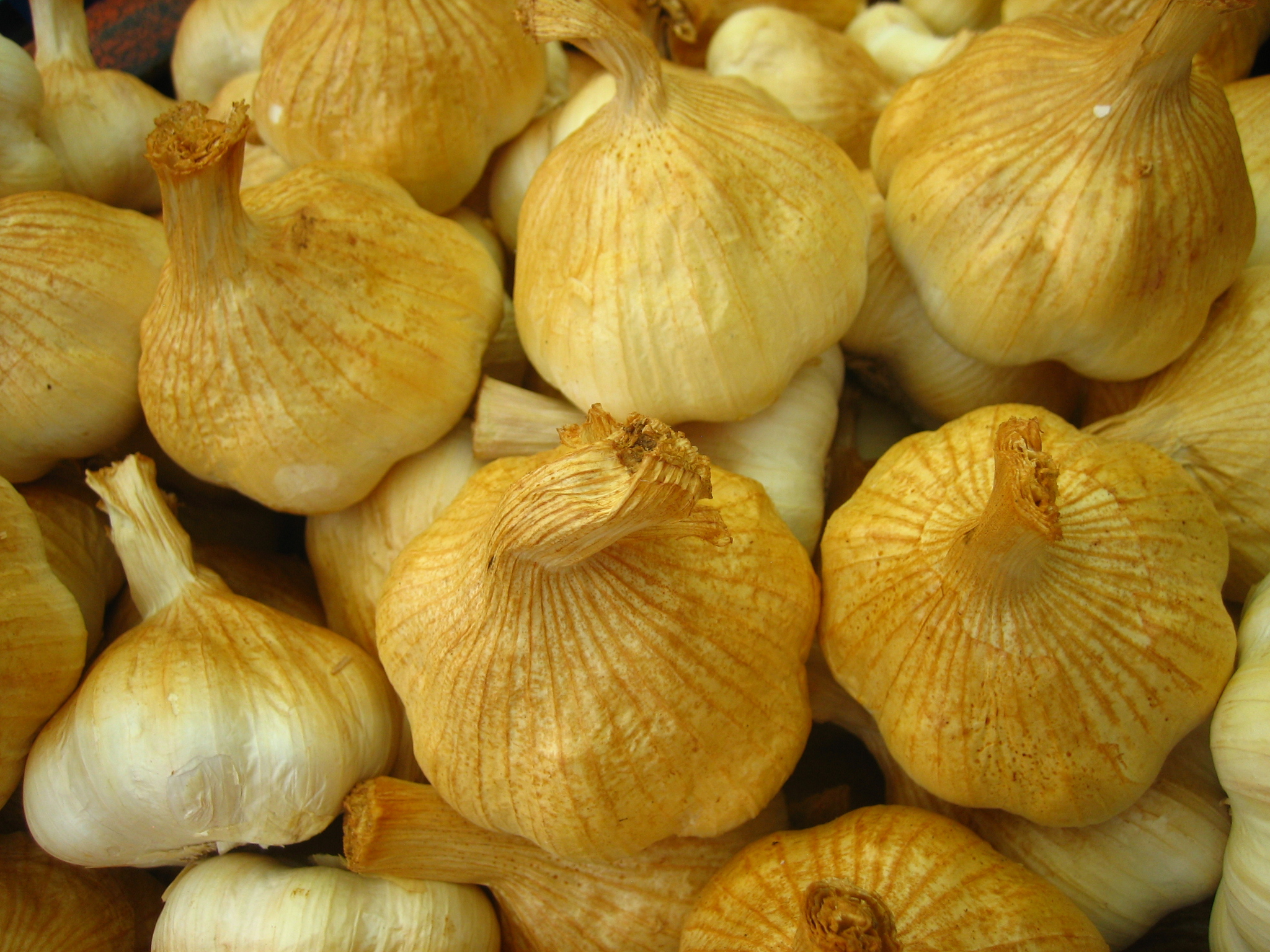
Alho defumado
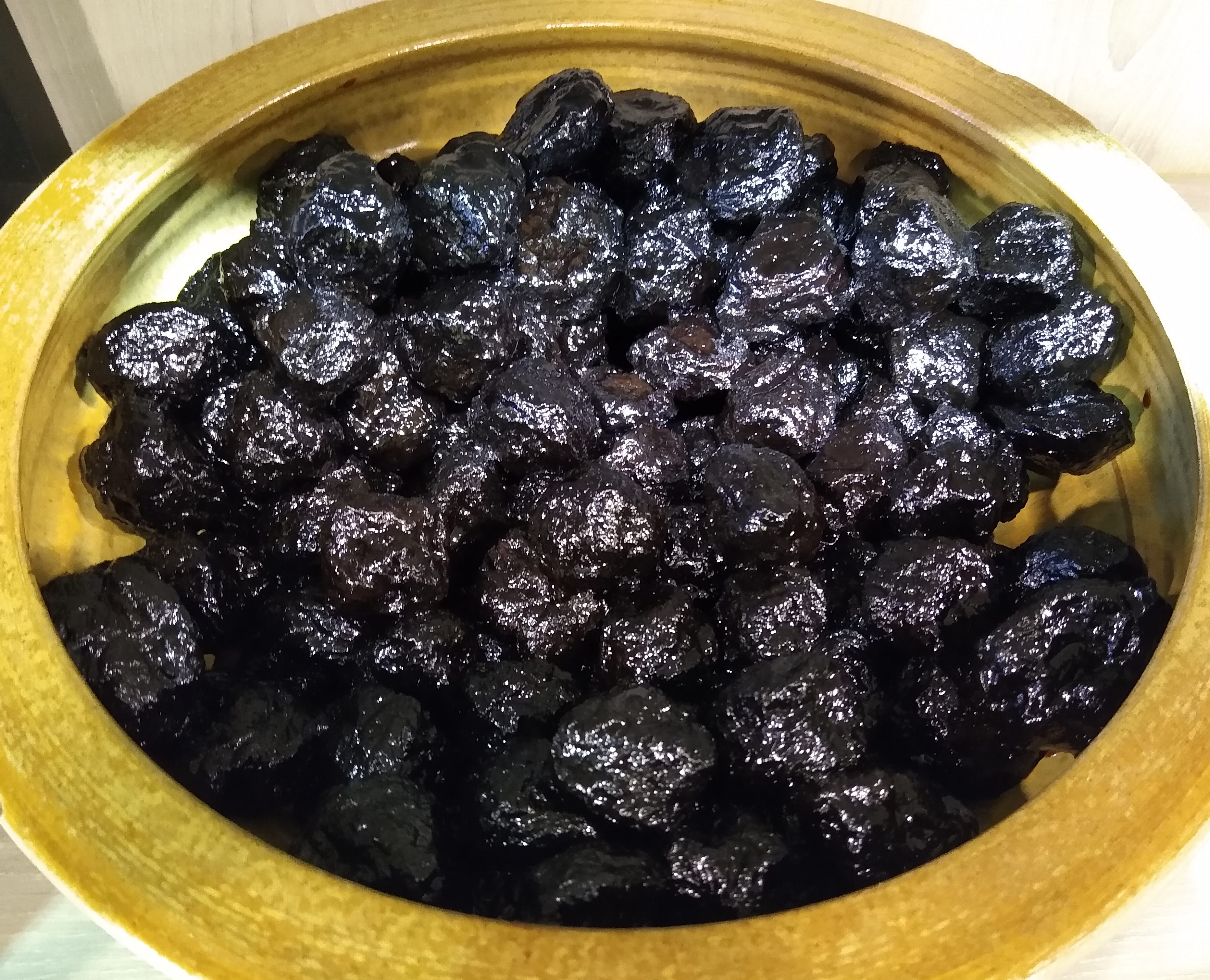
Ameixas defumadas em Tamsui, na cidade de Nova Taipé